# Persone di nome Alessandro
| Questa pagina contiene informazioni ricavate automaticamente dalle voci biografiche con l'ausilio del template Bio e di un bot. L'aggiornamento è periodico e automatico e ricostruisce completamente la pagina. Se manca una persona in questa lista, sei pregato di non aggiungerla, ma accertati piuttosto che la sua voce biografica contenga il template Bio e che i dati anagrafici siano correttamente compilati. Se il template Bio manca, inseriscilo tu stesso o, in alternativa, metti l'avviso {{tmp\|Bio}} che ne segnala la mancanza. Se i dati riportati sono sbagliati, correggi direttamente la voce biografica; le modifiche saranno visibili in questa lista entro pochi giorni. Per chiarimenti vedi il progetto antroponimi. La lista contiene solo le 1.628 persone che sono citate nell'enciclopedia e per le quali è stato implementato correttamente il template Bio. Pagina aggiornata al 6 ago 2025. |

Questa è una lista di persone presenti nell'enciclopedia che hanno il nome Alessandro, suddivise per attività principale.

## Abati(4)
- Alessandro Telesino, abate italiano († 1136)
- Alessandro Barbosi, abate, scrittore e poeta italiano
- Alessandro Bazzani, abate e drammaturgo italiano (Cerea, n. 1807 - Padova, † 1889)
- Alessandro Mattei, abate e nobile italiano (Roma, n. 1574 - Roma, † 1630)

## Agronomi(1)
- Alessandro Vivenza, agronomo italiano (Chieti, n. 1869 - Perugia, † 1937)

## Allenatori di atletica leggera(2)
- Sandro Calvesi, allenatore di atletica leggera italiano (Cigole, n. 1913 - Brescia, † 1980)
- Sandro Donati, allenatore di atletica leggera italiano (Monte Porzio Catone, n. 1947)

## Allenatori di calcio a 5(2)
- Alessandro Nuccorini, allenatore di calcio a 5 e allenatore di calcio italiano (Roma, n. 1964)
- Alessandro Pomposelli, allenatore di calcio a 5, ex giocatore di calcio a 5 e ex calciatore italiano (Roma, n. 1961)

## Allenatori di hockey su pista(1)
- Alessandro Bertolucci, allenatore di hockey su pista e ex hockeista su pista italiano (Viareggio, n. 1969)

## Allenatori di pallacanestro(7)
- Alessandro Fantozzi, allenatore di pallacanestro e ex cestista italiano (Livorno, n. 1961)
- Alessandro Finelli, allenatore di pallacanestro italiano (Bologna, n. 1967)
- Alessandro Giuliani, allenatore di pallacanestro e dirigente sportivo italiano (Vicenza, n. 1968)
- Alessandro Magro, allenatore di pallacanestro italiano (Castelfiorentino, n. 1982)
- Alessandro Ramagli, allenatore di pallacanestro italiano (Livorno, n. 1964)
- Alessandro Rossi, allenatore di pallacanestro italiano (Napoli, n. 1983)
- Alessandro Tonolli, allenatore di pallacanestro e ex cestista italiano (Caprino Veronese, n. 1974)

## Allenatori di pallamano(2)
- Alessandro Fusina, allenatore di pallamano e ex pallamanista italiano (Siracusa, n. 1971)
- Alessandro Tarafino, allenatore di pallamano e ex pallamanista italiano (Cento, n. 1971)

## Allenatori di pallanuoto(1)
- Sandro Campagna, allenatore di pallanuoto e ex pallanuotista italiano (Palermo, n. 1963)

## Allenatori di pallavolo(5)
- Alessandro Beltrami, allenatore di pallavolo italiano (Omegna, n. 1981)
- Alessandro Chiappini, allenatore di pallavolo italiano (Perugia, n. 1969)
- Alessandro Lorenzoni, allenatore di pallavolo e ex pallavolista italiano (Genova, n. 1969)
- Alessandro Orefice, allenatore di pallavolo italiano (Bologna, n. 1984)
- Alessandro Spanakis, allenatore di pallavolo e ex pallavolista italiano (Roma, n. 1978)

## Allenatori di sci alpino(1)
- Alessandro Roberto, allenatore di sci alpino e ex sciatore alpino italiano (Vercelli, n. 1977)

## Alpinisti(1)
- Alessandro Gogna, alpinista italiano (Genova, n. 1946)

## Altisti(2)
- Alessandro Canale, ex altista italiano (Mantova, n. 1969)
- Alessandro Talotti, altista italiano (Udine, n. 1980 - Udine, † 2021)

## Ammiragli(4)
- Alessandro Cialdi, ammiraglio e ingegnere italiano (Civitavecchia, n. 1807 - Roma, † 1882)
- Alessandro Michelagnoli, ammiraglio italiano (Taranto, n. 1905 - Lacco Ameno, † 1969)
- Alessandro Molin, ammiraglio italiano
- Alessandro d'Aste Ricci, ammiraglio e politico italiano (Albenga, n. 1814 - Genova, † 1881)

## Anatomisti(3)
- Alessandro Achillini, anatomista e filosofo italiano (Bologna, n. 1463 - Bologna, † 1512)
- Alessandro Benedetti, anatomista, medico e umanista italiano (Legnago, n. 1450 - Venezia, † 1512)
- Alessandro Moreschi, anatomista italiano (n. 1771 - † 1826)

## Animatori(1)
- Alessandro Carloni, animatore e illustratore italiano (Bologna, n. 1978)

## Antifascisti(1)
- Alessandro Grassi Ormisda, antifascista italiano (Mombello Lago Maggiore, n. 1893 - Laveno, † 1977)

## Arbitri di calcio(3)
- Alessandro D'Agostini, arbitro di calcio italiano (Roma, n. 1922 - † 2006)
- Alessandro Guidi, ex arbitro di calcio italiano (Bologna, n. 1951)
- Alessandro Prontera, arbitro di calcio italiano (Tricase, n. 1986)

## Arbitri di calcio a 5(1)
- Alessandro Malfer, ex arbitro di calcio a 5 italiano (Rovereto, n. 1975)

## Arbitri di pallacanestro(1)
- Alessandro Vicino, ex arbitro di pallacanestro italiano (Bologna, n. 1969)

## Archeologi(5)
- Alessandro Della Seta, archeologo e funzionario italiano (Roma, n. 1879 - Casteggio, † 1944)
- Alessandro François, archeologo italiano (Firenze, n. 1796 - Firenze, † 1857)
- Alessandro Prosdocimi, archeologo italiano (Este, n. 1843 - Gaiarine, † 1911)
- Alessandro Roccati, archeologo e egittologo italiano (Torino, n. 1941)
- Alessandro de Maigret, archeologo italiano (Perugia, n. 1943 - Umbertide, † 2011)

## Architetti(25)
- Alessandro Anselmi, architetto italiano (Roma, n. 1934 - Roma, † 2013)
- Alessandro Antonelli, architetto e politico italiano (Ghemme, n. 1798 - Torino, † 1888)
- Alessandro Barsanti, architetto e egittologo italiano (Alessandria d'Egitto, n. 1858 - Il Cairo, † 1917)
- Alessandro Cappabianca, architetto, critico d'arte e critico cinematografico italiano (Roma, n. 1937 - Marino, † 2025)
- Alessandro Capra, architetto e inventore italiano (Cremona - Cremona)
- Alessandro Dori, architetto italiano (Frosinone, n. 1702 - Roma, † 1772)
- Alessandro Doveri, architetto e ingegnere italiano (Siena, n. 1771 - Siena, † 1845)
- Alessandro Galilei, architetto italiano (Firenze, n. 1691 - Roma, † 1737)
- Alessandro Galli da Bibbiena, architetto, pittore e scenografo italiano (Parma, n. 1686 - Mannheim, † 1748)
- Alessandro Gherardesca, architetto e ingegnere italiano (Pisa, n. 1777 - † 1852)
- Alessandro Giuntoli, architetto italiano (Vernio, n. 1895 - Firenze, † 1980)
- Alessandro Isola, architetto e designer italiano (Pordenone, n. 1975)
- Alessandro Limongelli, architetto egiziano (Il Cairo, n. 1890 - Tripoli, † 1932)
- Alessandro Lissoni, architetto, designer e urbanista italiano (Milano, n. 1907 - Milano, † 1980)
- Alessandro Mendini, architetto, designer e artista italiano (Milano, n. 1931 - Milano, † 2019)
- Alessandro Minali, architetto italiano (Busto Arsizio, n. 1888 - Milano, † 1960)
- Alessandro Pasqualini, architetto italiano (Bologna, n. 1493 - Bielefeld, † 1559)
- Alessandro Pieroni, architetto e pittore italiano (Impruneta, n. 1550 - Livorno, † 1607)
- Alessandro Pompei, architetto, pittore e scrittore italiano (Verona, n. 1705 - Garda, † 1772)
- Alessandro Rimini, architetto e pittore italiano (Venezia, n. 1898 - Genova, † 1976)
- Alessandro Sidoli, architetto, pittore e disegnatore italiano (Cremona, n. 1812 - Milano, † 1855)
- Alessandro Specchi, architetto e incisore italiano (Roma, n. 1666 - Roma, † 1729)
- Alessandro Speroni, architetto italiano (n. 1680 - † 1740)
- Alessandro Tremignon, architetto italiano (Venezia, † 1711)
- Alessandro d'Onofrio, architetto italiano (Kinshasa, n. 1968)

## Archivisti(1)
- Alessandro Gherardi, archivista e storico italiano (Firenze, n. 1844 - Firenze, † 1908)

## Arcieri(2)
- Alessandro Gaudenti, arciere italiano (Fivizzano, n. 1967)
- Alessandro Rivolta, arciere italiano (Oleggio, n. 1962)

## Arcivescovi(2)
- Alessandro di Ierapoli, arcivescovo siro (Ierapoli - † 433)
- Alessandro di Costantinopoli, arcivescovo romano (Calabria - Costantinopoli)

## Arcivescovi cristiani orientali(1)
- Alessandro II di Alessandria, arcivescovo cristiano orientale egiziano (Egitto - Alessandria d'Egitto, † 729)

## Arcivescovi ortodossi(1)
- Alessandro II di Alessandria, arcivescovo ortodosso egiziano († 1062)

## Arpisti(1)
- Luigi Molino, arpista, violinista e compositore italiano (Torino, n. 1762 - Torino, † 1846)

## Arrampicatori(2)
- Alessandro Lamberti, arrampicatore e preparatore atletico italiano (Roma, n. 1964)
- Alessandro Santoni, arrampicatore italiano (Riva del Garda, n. 1996)

## Artisti(4)
- Dado, artista italiano (Bologna, n. 1975)
- Alessandro Giannì, artista italiano (Roma, n. 1989)
- Alessandro Mazzucotelli, artista italiano (Lodi, n. 1865 - Milano, † 1938)
- Sandro Sussi, artista italiano (Milano, n. 1963 - Genova, † 2015)

## Astronomi(3)
- Alessandro Braccesi, astronomo e fisico italiano (Firenze, n. 1937 - Bologna, † 2013)
- Alessandro Dimai, astronomo italiano (Brunico, n. 1962 - Cortina d'Ampezzo, † 2019)
- Alessandro Morbidelli, astronomo italiano (Priocca, n. 1966)

## Atleti(1)
- Alessandro Gattafoni, atleta italiano (Civitanova Marche, n. 1986)

## Attivisti(2)
- Alessandro Mussolini, attivista e artigiano italiano (Montemaggiore di Predappio, n. 1854 - Forlì, † 1910)
- Alessandro Vigevani, attivista e docente italiano (Firenze, n. 1914 - Udine, † 2005)

## Attori(38)
- Alessandro Benvenuti, attore, cabarettista e commediografo italiano (Pelago, n. 1950)
- Alessandro Bergallo, attore e cabarettista italiano (Genova, n. 1966)
- Alessandro Bertolucci, attore italiano (Lucca, n. 1973)
- Alessandro Betti, attore e comico italiano (Milano, n. 1966)
- Alessandro Borghi, attore italiano (Roma, n. 1986)
- Alessandro Bressanello, attore e regista italiano (Venezia, n. 1948)
- Alessandro Cosentini, attore italiano (Rossano, n. 1986)
- Alessandro D'Ambrosi, attore e regista italiano (Roma, n. 1984)
- Alessandro Di Carlo, attore italiano (Roma, n. 1966)
- Alessandro Gassmann, attore e regista italiano (Roma, n. 1965)
- Alessandro Gazale, attore italiano (Sassari, n. 1961)
- Alessandro Haber, attore, regista e cantante italiano (Bologna, n. 1947)
- Alessandro Juliani, attore, doppiatore e cantante canadese (Montréal, n. 1975)
- Al Madrigal, attore statunitense (San Francisco, n. 1971)
- Alessandro Mario, attore italiano (Agrigento, n. 1975)
- Alessandro Marverti, attore italiano (Roma, n. 1985)
- Alessandro Moissi, attore austriaco (Trieste, n. 1879 - Vienna, † 1935)
- Alessandro Momo, attore italiano (Roma, n. 1956 - Roma, † 1974)
- Alessandro Ninchi, attore, regista e sceneggiatore italiano (Pesaro, n. 1935 - Roma, † 2005)
- Alessandro Nivola, attore statunitense (Boston, n. 1972)
- Alex Partexano, attore italiano (Siracusa, n. 1955)
- Alessandro Perrella, attore, sceneggiatore e regista italiano (Roma, n. 1945)
- Alessandro Pisci, attore e regista teatrale italiano (Torino, n. 1967)
- Alessandro Prete, attore e regista italiano (San Francisco, n. 1975)
- Alessandro Preziosi, attore italiano (Napoli, n. 1973)
- Alessandro Quasimodo, attore, regista teatrale e poeta italiano (Milano, n. 1939 - Milano, † 2025)
- Alex Rocco, attore statunitense (Cambridge, n. 1936 - Studio City, † 2015)
- Alessandro Roia, attore italiano (Roma, n. 1978)
- Alessandro Rugnone, attore italiano (Palermo, n. 1984)
- Alessandro Sampaoli, attore e regista italiano (Milano, n. 1977)
- Alessandro Siani, attore, comico e cabarettista italiano (Napoli, n. 1975)
- Alessandro Spadorcia, attore, regista e dialoghista italiano (Roma, n. 1960)
- Alessandro Sperduti, attore italiano (Roma, n. 1987)
- Alessandro Sperlì, attore e doppiatore italiano (Genova, n. 1925 - Roma, † 1990)
- Alessandro Tersigni, attore italiano (Roma, n. 1979)
- Alessandro Tiberi, attore e doppiatore italiano (Roma, n. 1977)
- Alessandro Trotta, attore, ex pugile e ex giocatore di football americano italiano (Roma)
- Alessandro Vivarelli, attore, sceneggiatore e produttore cinematografico italiano (Roma, n. 1955 - Roma, † 1996)

## Attori teatrali(1)
- Alessandro Fullin, attore teatrale, attore cinematografico e comico italiano (Trieste, n. 1964)

## Aviatori(3)
- Alessandro Buzio, aviatore italiano (Pavia, n. 1893 - Milano, † 1972)
- Alessandro Miglia, aviatore italiano (Susa, n. 1900 - Libia, † 1939)
- Alessandro Resch, aviatore italiano (Avezzano, n. 1892 - Cerchio, † 1966)

## Avvocati(9)
- Alessandro Agrimi, avvocato e politico italiano (Lecce, n. 1923 - Lecce, † 1999)
- Alessandro Bianchi, avvocato e politico italiano (Piemonte, n. 1813 - Basaluzzo, † 1872)
- Alessandro Bocconi, avvocato e politico italiano (Ancona, n. 1873 - Roma, † 1960)
- Alessandro Coppi, avvocato e politico italiano (Modena, n. 1894 - Modena, † 1956)
- Alessandro Di Rovasenda, avvocato e politico italiano (Borgo San Dalmazzo, n. 1858 - Borgo San Dalmazzo, † 1943)
- Alessandro Guarracino, avvocato e politico italiano (Napoli, n. 1860 - Napoli, † 1925)
- Alessandro Pascolato, avvocato, politico e scrittore italiano (Venezia, n. 1841 - Venezia, † 1905)
- Alessandro Scarano, avvocato e politico sammarinese (Borgo Maggiore, n. 1983)
- Alessandro Stoppato, avvocato e politico italiano (Cavarzere, n. 1858 - Milano, † 1931)

## Banchieri(3)
- Alessandro Profumo, banchiere e dirigente d'azienda italiano (Genova, n. 1957)
- Sandro Rasini, banchiere, bobbista e velista italiano (Milano, n. 1918 - Trieste, † 2006)
- Alessandro Raffaele Torlonia, banchiere italiano (Roma, n. 1800 - Roma, † 1886)

## Baritoni(1)
- Alessandro Corbelli, baritono italiano (Torino, n. 1952)

## Bassi(1)
- Alessandro Bottero, basso italiano (Genova, n. 1831 - Milano, † 1892)

## Bassisti(4)
- Alessandro Fedrigo, bassista e compositore italiano (Treviso, n. 1970)
- Alessandro Maiorino, bassista e compositore italiano (Roma, n. 1965)
- Alessandro Sommella, bassista italiano (Napoli, n. 1956)
- Alessandro Venturella, bassista e chitarrista britannico (Regno Unito, n. 1984)

## Batteristi(3)
- Alessandro Bissa, batterista italiano (Asola, n. 1978)
- Alessandro Soresini, batterista italiano (Lodi, n. 1973 - Desio, † 2017)
- Alessandro Svampa, batterista, produttore discografico e compositore italiano (Napoli, n. 1969)

## Biblisti(1)
- Alessandro di Brema, biblista tedesco († 1271)

## Biochimici(2)
- Alessandro Finazzi Agrò, biochimico italiano (Roma, n. 1941)
- Alessandro Rossi Fanelli, biochimico italiano (Napoli, n. 1906 - Roma, † 1990)

## Biologi(1)
- Alessandro Minelli, biologo e zoologo italiano (Treviso, n. 1948)

## Bobbisti(1)
- Alessandro Bignozzi, ex bobbista italiano (Bondeno, n. 1944)

## Botanici(2)
- Sandro Pignatti, botanico e ecologo italiano (Venezia, n. 1930 - Roma, † 2025)
- Alessandro Trotter, botanico e entomologo italiano (Udine, n. 1874 - Vittorio Veneto, † 1967)

## Briganti(1)
- Alessandro Massaroni, brigante italiano (Vallecorsa, n. 1790 - Fondi, † 1821)

## Canottieri(5)
- Alessandro Bardelli, canottiere italiano (Varese, n. 1914 - Casbeno, † 2009)
- Alessandro Benzoni, canottiere italiano (Milano, n. 1999)
- Alessandro Corona, ex canottiere italiano (Ortona, n. 1972)
- Alessandro de Col, canottiere e dirigente sportivo italiano († 1950)
- Alessandro Durante, canottiere italiano (Palermo, n. 1992)

## Cantanti(5)
- Alessandro Canino, cantante italiano (Firenze, n. 1973)
- Alessandro Casillo, cantante italiano (Assago, n. 1996)
- Alessandro Conti, cantante italiano (Sassuolo, n. 1980)
- Alessandro Grazian, cantante, musicista e compositore italiano (Padova, n. 1977)
- Sandro Nicolas, cantante tedesco (Heinsberg, n. 1996)

## Cantautori(14)
- Alessandro, cantautore e produttore discografico italiano (Roma, n. 1954)
- Alessandro Bono, cantautore italiano (Milano, n. 1964 - Milano, † 1994)
- Alex Britti, cantautore e chitarrista italiano (Roma, n. 1968)
- Al Castellana, cantautore e produttore discografico italiano (Trieste, n. 1964)
- Sandro Cavazza, cantautore svedese (Stoccolma, n. 1992)
- Alessandro Fiori, cantautore e musicista italiano (Arezzo, n. 1976)
- Nelson, cantautore, paroliere e attore italiano (Napoli, n. 1976)
- Alessandro Orlando Graziano, cantautore italiano (Roma, n. 1976)
- Mahmood, cantautore e paroliere italiano (Milano, n. 1992)
- Alessandro Mannarino, cantautore italiano (Roma, n. 1979)
- Alessandro Mara, cantautore italiano (Finale Emilia, n. 1973)
- Old Fashioned Lover Boy, cantautore italiano (Napoli, n. 1984)
- Alessandro Raina, cantautore, musicista e scrittore italiano (Voghera, n. 1977)
- Alex Wyse, cantautore italiano (Turate, n. 2000)

## Cardinali(28)
- Alessandro Aldobrandini, cardinale e arcivescovo cattolico italiano (Firenze, n. 1667 - Ferrara, † 1734)
- Alessandro V, cardinale e arcivescovo cattolico italiano (Neapoli, n. 1339 - Bologna, † 1410)
- Alessandro Barnabò, cardinale italiano (Foligno, n. 1801 - Roma, † 1874)
- Alessandro Bichi, cardinale e vescovo cattolico italiano (Siena, n. 1596 - Roma, † 1657)
- Alessandro Campeggi, cardinale e vescovo cattolico italiano (Bologna, n. 1504 - Roma, † 1554)
- Alessandro Caprara, cardinale italiano (Bologna, n. 1626 - Roma, † 1711)
- Alessandro Cesarini, cardinale italiano (Roma - Roma, † 1542)
- Alessandro Cesarini, cardinale e vescovo cattolico italiano (Roma, n. 1592 - Roma, † 1644)
- Alessandro Crescenzi, cardinale e arcivescovo cattolico italiano (Roma, n. 1607 - Roma, † 1688)
- Alessandro Crivelli, cardinale e vescovo cattolico italiano (Milano, n. 1514 - Roma, † 1574)
- Alessandro Damasceni Peretti, cardinale italiano (Montalto delle Marche, n. 1571 - Roma, † 1623)
- Alessandro d'Este, cardinale e vescovo cattolico italiano (Ferrara, n. 1568 - Roma, † 1624)
- Alessandro Falconieri, cardinale italiano (Roma, n. 1657 - Roma, † 1734)
- Alessandro Farnese il Giovane, cardinale italiano (Valentano, n. 1520 - Roma, † 1589)
- Alessandro Franchi, cardinale e arcivescovo cattolico italiano (Roma, n. 1819 - Roma, † 1878)
- Alessandro Giustiniani, cardinale e arcivescovo cattolico italiano (Genova, n. 1778 - Genova, † 1843)
- Alessandro Lante Montefeltro della Rovere, cardinale italiano (Roma, n. 1762 - Bologna, † 1818)
- Alessandro Lualdi, cardinale e arcivescovo cattolico italiano (Milano, n. 1858 - Palermo, † 1927)
- Alessandro Malvasia, cardinale italiano (Bologna, n. 1748 - Ravenna, † 1819)
- Alessandro Mattei, cardinale, arcivescovo cattolico e nobile italiano (Roma, n. 1744 - Roma, † 1820)
- Alessandro Oliva, cardinale e arcivescovo cattolico italiano (Sassoferrato, n. 1407 - Tivoli, † 1463)
- Alessandro Orsini, cardinale italiano (Bracciano, n. 1592 - Bracciano, † 1626)
- Alessandro Riario, cardinale e patriarca cattolico italiano (Bologna, n. 1543 - Roma, † 1585)
- Alessandro Sanminiatelli Zabarella, cardinale italiano (Radicondoli, n. 1840 - Montecastello, † 1910)
- Alessandro Sforza di Santa Fiora, cardinale italiano (Roma, n. 1534 - Macerata, † 1581)
- Alessandro Spada, cardinale italiano (Roma, n. 1787 - Roma, † 1843)
- Alessandro Tanara, cardinale italiano (Bologna, n. 1681 - Roma, † 1754)
- Alessandro Verde, cardinale italiano (Sant'Antimo, n. 1865 - Roma, † 1958)

## Cartografi(1)
- Alessandro Strozzi, cartografo, disegnatore e umanista italiano

## Cavalieri(3)
- Alessandro Alvisi, cavaliere italiano (Vicenza, n. 1887 - Napoli, † 1951)
- Alessandro Argenton, cavaliere e militare italiano (Cividale del Friuli, n. 1937 - Venezia, † 2024)
- Alessandro Valerio, cavaliere e militare italiano (Milano, n. 1881 - Milano, † 1955)

## Cestisti(32)
- Alessandro Abbio, ex cestista e allenatore di pallacanestro italiano (Racconigi, n. 1971)
- Alessandro Acerbi, cestista italiano (Abbazia, n. 1924 - † 1996)
- Alessandro Amici, cestista italiano (Pesaro, n. 1991)
- Alessandro Angeli, cestista italiano (Rimini, n. 1965)
- Alessandro Bencaster, ex cestista italiano (La Spezia, n. 1980)
- Alessandro Bianchi, ex cestista italiano (Brescia, n. 1977)
- Alessandro Boni, ex cestista e dirigente sportivo italiano (Firenze, n. 1964)
- Alessandro Cappelletti, cestista italiano (Assisi, n. 1995)
- Alessandro Cassese, cestista italiano (Urbino, n. 1997)
- Alessandro Cedraschi, ex cestista, allenatore di pallacanestro e politico svizzero (n. 1951)
- Alessandro Cipolla, cestista italiano (Sesto San Giovanni, n. 2000)
- Alessandro Cittadini, cestista e allenatore di pallacanestro italiano (Perugia, n. 1979)
- Alessandro Davolio, ex cestista italiano (Novellara, n. 1975)
- Alessandro De Pol, ex cestista e allenatore di pallacanestro italiano (Trieste, n. 1972)
- Alessandro Frosini, ex cestista e dirigente sportivo italiano (Siena, n. 1972)
- Sandro Gamba, ex cestista e allenatore di pallacanestro italiano (Milano, n. 1932)
- Alessandro Gentile, cestista italiano (Maddaloni, n. 1992)
- Alessandro Goti, cestista italiano (Prato, n. 1961 - Viareggio, † 2018)
- Alessandro Infanti, cestista italiano (Latisana, n. 1985)
- Alessandro Leombroni, cestista italiano (Chieti, n. 1950 - Torrevecchia Teatina, † 2004)
- Alessandro Lever, cestista italiano (Bolzano, n. 1998)
- Alessandro Morgillo, cestista italiano (Napoli, n. 1999)
- Alessandro Muzio, ex cestista, allenatore di pallacanestro e dirigente sportivo italiano (Orzinuovi, n. 1975)
- Alessandro Pajola, cestista italiano (Ancona, n. 1999)
- Alessandro Piazza, cestista italiano (Bologna, n. 1987)
- Sandro Riminucci, ex cestista italiano (Tavoleto, n. 1935)
- Alessandro Santoro, ex cestista e dirigente sportivo italiano (Mesagne, n. 1965)
- Alessandro Simioni, cestista italiano (Abano Terme, n. 1998)
- Alessandro Spatti, cestista italiano (Gavardo, n. 1995)
- Sandro Spinetti, ex cestista italiano (Roma, n. 1940)
- Alessandro Zanelli, cestista italiano (Motta di Livenza, n. 1992)
- Alessandro Zorzolo, ex cestista italiano (Novara, n. 1969)

## Chimici(1)
- Alessandro Volta, chimico e fisico italiano (Como, n. 1745 - Como, † 1827)

## Chirurghi(1)
- Alessandro Tedeschi, chirurgo italiano (Livorno, n. 1867 - Saint-Loubès, † 1940)

## Chitarristi(3)
- Alessandro Finazzo, chitarrista, compositore e produttore discografico italiano (Volterra, n. 1969)
- Alessandro Gariazzo, chitarrista e cantante italiano (Biella, n. 1972)
- Alessandro Russo, chitarrista, violinista e compositore italiano (Roma, n. 1957)

## Ciclisti su strada(32)
- Alessandro Bacciocchini, ex ciclista su strada italiano (Gorizia, n. 1970)
- Alessandro Ballan, ex ciclista su strada italiano (Castelfranco Veneto, n. 1979)
- Alessandro Baronti, ex ciclista su strada italiano (Firenze, n. 1967)
- Alessandro Bazzana, ex ciclista su strada italiano (Alzano Lombardo, n. 1984)
- Alessandro Bertolini, ex ciclista su strada e pistard italiano (Rovereto, n. 1971)
- Alessandro Bisolti, ex ciclista su strada italiano (Gavardo, n. 1985)
- Alessandro Calzolari, ex ciclista su strada italiano (Pontedera, n. 1971)
- Alessandro Catalani, ciclista su strada italiano (Pavia, n. 1905 - Gemonio, † 1986)
- Alessandro Cortinovis, ex ciclista su strada italiano (Seriate, n. 1977)
- Alessandro Covi, ciclista su strada italiano (Borgomanero, n. 1998)
- Alessandro De Marchi, ciclista su strada e pistard italiano (San Daniele del Friuli, n. 1986)
- Alessandro Fancellu, ciclista su strada italiano (Como, n. 2000)
- Alessandro Fantini, ciclista su strada italiano (Fossacesia, n. 1932 - Treviri, † 1961)
- Alessandro Fantini, ex ciclista su strada italiano (Lanciano, n. 1985)
- Alessandro Fedeli, ex ciclista su strada italiano (Negrar, n. 1996)
- Alessandro Giannelli, ex ciclista su strada italiano (Seravezza, n. 1963)
- Alessandro Iacchi, ciclista su strada italiano (Borgo San Lorenzo, n. 1999)
- Alessandro Malaguti, ex ciclista su strada italiano (Forlì, n. 1987)
- Alessandro Maserati, ex ciclista su strada italiano (Castel San Giovanni, n. 1979)
- Alessandro Monaco, ex ciclista su strada italiano (San Pietro Vernotico, n. 1998)
- Alessandro Paganessi, ex ciclista su strada e mountain biker italiano (Gazzaniga, n. 1959)
- Alessandro Pessot, ex ciclista su strada italiano (Conegliano, n. 1995)
- Alessandro Petacchi, ex ciclista su strada italiano (La Spezia, n. 1974)
- Alessandro Pinarello, ciclista su strada italiano (Conegliano, n. 2003)
- Alessandro Pozzi, ex ciclista su strada italiano (Capiago Intimiano, n. 1954)
- Alessandro Pozzi, ex ciclista su strada italiano (Busto Arsizio, n. 1969)
- Alessandro Proni, ex ciclista su strada italiano (Roma, n. 1982)
- Alessandro Romele, ciclista su strada italiano (Iseo, n. 2003)
- Alessandro Tonani, ciclista su strada e pistard italiano (Lodi Vecchio, n. 1898 - † 1938)
- Alessandro Tonelli, ciclista su strada italiano (Brescia, n. 1992)
- Alessandro Vanotti, ex ciclista su strada italiano (Bergamo, n. 1980)
- Alessandro Verre, ciclista su strada italiano (Marsicovetere, n. 2001)

## Circensi(1)
- Alessandro Guerra, circense italiano (Rimini, n. 1782 - Bologna, † 1862)

## Clarinettisti(2)
- Alessandro Carbonare, clarinettista italiano (Desenzano del Garda, n. 1967)
- Alessandro Fantini, clarinettista italiano (Cesena, n. 1966)

## Collezionisti d'arte(2)
- Alessandro Maggiori, collezionista d'arte, scrittore e critico d'arte italiano (Fermo, n. 1764 - † 1834)
- Alessandro Passaré, collezionista d'arte, medico e viaggiatore italiano (Milano, n. 1927 - Milano, † 2006)

## Combinatisti nordici(1)
- Alessandro Pittin, combinatista nordico italiano (Tolmezzo, n. 1990)

## Comici(5)
- Alessandro Bergonzoni, comico, cabarettista e drammaturgo italiano (Bologna, n. 1958)
- Ale e Franz, comico e conduttore televisivo italiano (Rho, n. 1971)
- Bianchi e Pulci, comico italiano (Parma, n. 1969)
- Alessandro Paci, comico, cabarettista e attore italiano (Scandicci, n. 1964)
- Alessandro Politi, comico italiano (Savignano sul Rubicone, n. 1976)

## Compositori(32)
- Alessandro Alessandroni, compositore, direttore d'orchestra e arrangiatore italiano (Soriano nel Cimino, n. 1925 - Swakopmund, † 2017)
- Alessandro Baldessari, compositore e produttore discografico italiano (Pieve di Cadore, n. 1990)
- Alessandro Bevilacqua, compositore italiano (Verona, n. 1559 - † 1614)
- Alessandro Boriani, compositore e arrangiatore italiano (Milano, n. 1971)
- Alessandro Busi, compositore, direttore d'orchestra e pedagogo italiano (Bologna, n. 1833 - Bologna, † 1895)
- Alessandro Casagrande, compositore italiano (Terni, n. 1922 - Novara, † 1964)
- Alessandro Cicognini, compositore italiano (Pescara, n. 1906 - Roma, † 1995)
- Alessandro Cipriani, compositore italiano (Tivoli, n. 1959)
- Alessandro Cuozzo, compositore italiano (Napoli, n. 1975)
- Alessandro Cusatelli, compositore italiano (Roma, n. 1956)
- Alessandro Felici, compositore e violinista italiano (Firenze, n. 1742 - Firenze, † 1772)
- Alessandro Gandini, compositore italiano (Modena, n. 1807 - Modena, † 1871)
- Alessandro Grandi, compositore italiano (Venezia, n. 1590 - Bergamo, † 1630)
- Alessandro Grazioli, compositore e organista italiano (Venezia, n. 1780 - Venezia, † 1834)
- Alessandro Grego, compositore italiano (Trieste, n. 1969)
- Alessandro Kirschner, compositore e direttore di coro italiano (Padova, n. 1972)
- Alessandro La Cava, compositore, produttore discografico e paroliere italiano (Roma, n. 2000)
- Alessandro Leardini, compositore italiano (Urbino)
- Alessandro Longo, compositore, pianista e musicologo italiano (Amantea, n. 1864 - Napoli, † 1945)
- Alessandro Marcello, compositore italiano (Venezia, n. 1673 - Venezia, † 1747)
- Alessandro Melani, compositore italiano (Pistoia, n. 1639 - Roma, † 1703)
- Alessandro Molinari, compositore e pianista italiano (Roma, n. 1961)
- Alessandro Nini, compositore italiano (Fano, n. 1805 - Bergamo, † 1880)
- Alessandro Papotto, compositore, arrangiatore e flautista italiano (Roma, n. 1973)
- Alessandro Parisotti, compositore e critico musicale italiano (Roma, n. 1853 - Roma, † 1913)
- Alessandro Piccinini, compositore, liutista e scrittore italiano (Bologna, n. 1566 - † 1638)
- Alessandro Ravelli, compositore e musicista italiano (Bergamo, n. 1880 - Tirrenia, † 1971)
- Alessandro Scarlatti, compositore italiano (Palermo, n. 1660 - Napoli, † 1725)
- Alessandro Solbiati, compositore, pianista e insegnante italiano (Busto Arsizio, n. 1956)
- Alessandro Speranza, compositore italiano (Lauro, n. 1724 - Napoli, † 1797)
- Alessandro Striggio, compositore italiano (Mantova, n. 1540 - Mantova, † 1592)
- Alessandro Taccani, compositore italiano (Milano, n. 1915 - Roma, † 1989)

## Condottieri(13)
- Alessandro Magno, condottiero e militare macedone antico (Pella, n. 356 a.C. - Babilonia, † 323 a.C.)
- Alessandro Bon, condottiero e politico italiano (Venezia, n. 1654 - Megara, † 1715)
- Alessandro dal Borro, condottiero italiano (Arezzo, n. 1600 - Corfù, † 1656)
- Alessandro Fregoso, condottiero italiano (Padova, † 1565)
- Alessandro Gonzaga, condottiero italiano (Mantova, n. 1520 - Mantova, † 1580)
- Alessandro Gonzaga, condottiero italiano (n. 1494 - Riozzo, † 1527)
- Alessandro Martinengo Colleoni, condottiero italiano (Bergamo - Bergamo, † 1530)
- Alessandro Pallavicino di Zibello, condottiero italiano (n. 1570 - Roma, † 1645)
- Alessandro Sforza, condottiero italiano (Cotignola, n. 1409 - Ferrara, † 1473)
- Alessandro Sforza di Francavilla, condottiero italiano (n. 1465 - † 1523)
- Alessandro da Terni, condottiero italiano (Terni, n. 1508 - Narni, † 1555)
- Alessandro Trivulzio, condottiero italiano (Milano - Parma, † 1521)
- Alessandro Vitelli, condottiero italiano (Città di Castello, n. 1500 - Citerna, † 1554)

## Conduttori televisivi(4)
- Alessandro Cattelan, conduttore televisivo, showman e conduttore radiofonico italiano (Tortona, n. 1980)
- Alessandro Cutolo, conduttore televisivo e medievista italiano (Napoli, n. 1899 - Milano, † 1995)
- Alessandro Di Pietro, conduttore televisivo e saggista italiano (Roma, n. 1945)
- Alessandro Greco, conduttore televisivo, conduttore radiofonico e imitatore italiano (Grottaglie, n. 1972)

## Controtenori(1)
- Alessandro Carmignani, controtenore italiano (Pisa, n. 1961)

## Costituzionalisti(1)
- Alessandro Pace, costituzionalista e avvocato italiano (Lanciano, n. 1935 - Roma, † 2025)

## Costumisti(2)
- Alessandro Bentivegna, costumista italiano (Roma)
- Alessandro Lai, costumista italiano (Cagliari, n. 1970)

## Criminali(3)
- Alessandro D'Ortenzi, criminale italiano (Roma, n. 1942 - Rieti, † 2022)
- Alessandro Mattei, criminale e nobile italiano (Roma - Pereto, † 1580)
- Alessandro Serenelli, criminale italiano (Ancona, n. 1882 - Macerata, † 1970)

## Critici d'arte(1)
- Alessandro Vezzosi, critico d'arte italiano (Vinci, n. 1950)

## Critici letterari(1)
- Alessandro Montevecchi, critico letterario italiano (Faenza, n. 1937)

## Critici musicali(1)
- Alessandro Portelli, critico musicale e storico italiano (Roma, n. 1942)

## Cuochi(1)
- Alessandro Borghese, cuoco, conduttore televisivo e imprenditore italiano (San Francisco, n. 1976)

## Danzatori(2)
- Alessandro Frola, danzatore italiano (Parma, n. 2000)
- Alessandro Riga, ballerino italiano (Crotone, n. 1986)

## Diplomatici(4)
- Alessandro Cortese de Bosis, diplomatico e scrittore italiano (Roma, n. 1926)
- Alessandro De Bosdari, diplomatico italiano (Bologna, n. 1867 - Bologna, † 1929)
- Alessandro Guiccioli, diplomatico e politico italiano (Venezia, n. 1843 - Roma, † 1922)
- Alessandro Minuto-Rizzo, diplomatico e funzionario italiano (Roma, n. 1940)

## Direttori d'orchestra(5)
- Alessandro Blonksteiner, direttore d'orchestra e compositore italiano (Dolo, n. 1930 - Roma, † 1985)
- Alessandro Fabrizi, direttore d'orchestra italiano (Rieti, n. 1974)
- Alessandro Pinzauti, direttore d'orchestra italiano (Roma, n. 1958)
- Alessandro Pomè, direttore d'orchestra, compositore e scrittore italiano (Sassari, n. 1851 - Torino, † 1934)
- Alessandro Siciliani, direttore d'orchestra e compositore italiano (Firenze, n. 1952)

## Direttori della fotografia(3)
- Alessandro Chiodo, direttore della fotografia italiano (Belo Horizonte, n. 1977)
- Alessandro D'Eva, direttore della fotografia italiano (Udine, n. 1927 - Roma, † 2013)
- Alessandro Pesci, direttore della fotografia italiano (Roma, n. 1960)

## Direttori di banda(1)
- Alessandro Vessella, direttore di banda, compositore e poliziotto italiano (Alife, n. 1860 - Roma, † 1929)

## Dirigenti d'azienda(6)
- Alessandro Antonello, dirigente d'azienda e dirigente sportivo italiano (Tradate, n. 1965)
- Alessandro Barberis, dirigente d'azienda italiano (Torino, n. 1937 - Torino, † 2024)
- Alessandro Bratti, manager italiano (Ferrara, n. 1958)
- Alessandro Jacchia, dirigente d'azienda, produttore televisivo e sceneggiatore italiano (Città del Messico, n. 1960)
- Alessandro Ortis, manager italiano (Udine, n. 1943)
- Alessandro Pansa, dirigente d'azienda e economista italiano (Mortara, n. 1962 - Roma, † 2017)

## Dirigenti sportivi(16)
- Alessandro Ajmone Marsan, dirigente sportivo, imprenditore e calciatore italiano (Torino, n. 1884 - Noli, † 1941)
- Alessandro Alunni Bravi, dirigente sportivo italiano (Umbertide, n. 1974)
- Alessandro Birindelli, dirigente sportivo, allenatore di calcio e ex calciatore italiano (Pisa, n. 1974)
- Alessandro Bonesso, dirigente sportivo e ex calciatore italiano (Varedo, n. 1961)
- Sandro Collino, dirigente sportivo e calciatore italiano (Torino, n. 1892 - Lonigo, † 1918)
- Alessandro Dalla Salda, dirigente sportivo italiano (Reggio nell'Emilia, n. 1968)
- Alessandro Doga, dirigente sportivo, allenatore di calcio e ex calciatore italiano (Genova, n. 1975)
- Alessandro Donati, dirigente sportivo e ex ciclista su strada italiano (Atri, n. 1979)
- Alessandro Fei, dirigente sportivo e ex pallavolista italiano (Saronno, n. 1978)
- Alessandro Frara, dirigente sportivo e ex calciatore italiano (Torino, n. 1982)
- Alessandro Gaucci, dirigente sportivo e imprenditore italiano (Roma, n. 1973)
- Alessandro Lucarelli, dirigente sportivo e ex calciatore italiano (Livorno, n. 1977)
- Alessandro Mazzola, dirigente sportivo e ex calciatore italiano (Varese, n. 1969)
- Alessandro Melli, dirigente sportivo e ex calciatore italiano (Agrigento, n. 1969)
- Alessandro Mori Nunes, dirigente sportivo e ex calciatore brasiliano (Assis Chateaubriand, n. 1979)
- Alessandro Spezialetti, dirigente sportivo e ex ciclista su strada italiano (Lachen, n. 1975)

## Disc jockey(5)
- Alesso, disc jockey e produttore discografico svedese (Stoccolma, n. 1991)
- Fritz da Cat, disc jockey e produttore discografico italiano (Genova, n. 1975)
- DJ Flash, disc jockey italiano (Milano, n. 1974)
- Takagi, disc jockey e produttore discografico italiano (Milano, n. 1973)
- DJ Baro, disc jockey e beatmaker italiano (Roma, n. 1975)

## Disegnatori(1)
- Alessandro Bignamini, disegnatore italiano (Milano, n. 1970)

## Dogi(3)
- Alessandro Giustiniani Longo, doge (Genova, n. 1554 - Genova, † 1631)
- Alessandro Grimaldi, doge (Genova, n. 1621 - Genova, † 1683)
- Alessandro Spinola, doge (Genova, n. 1589 - Genova, † 1665)

## Doppiatori(11)
- Sandro Acerbo, doppiatore, direttore del doppiaggio e dialoghista italiano (Roma, n. 1955)
- Alessandro Ballico, doppiatore italiano (Milano, n. 1971)
- Alessandro Budroni, doppiatore e direttore del doppiaggio italiano (Livorno, n. 1972)
- Alessandro Campaiola, doppiatore italiano (Roma, n. 1992)
- Sandro Iovino, doppiatore e attore italiano (Roma, n. 1939)
- Alessandro Quarta, doppiatore e direttore del doppiaggio italiano (Roma, n. 1970)
- Alessandro Ricci, doppiatore, direttore del doppiaggio e conduttore televisivo italiano (Roma, n. 1963)
- Alessandro Rigotti, doppiatore italiano (Torino, n. 1978)
- Alessandro Vanni, doppiatore italiano (Roma, n. 1979)
- Alessandro Zurla, doppiatore italiano (Bologna, n. 1982)
- Alessandro D'Errico, doppiatore italiano (Busto Arsizio, n. 1969)

## Drammaturghi(2)
- Alessandro De Stefani, commediografo, scrittore e sceneggiatore italiano (Cividale del Friuli, n. 1891 - Roma, † 1970)
- Alessandro Fersen, drammaturgo, attore e regista teatrale italiano (Łódź, n. 1911 - Roma, † 2001)

## Economisti(3)
- Alessandro Brizi, economista e politico italiano (Poggio Nativo, n. 1878 - Roma, † 1955)
- Alessandro Lanza, economista italiano (Cagliari, n. 1960)
- Alessandro Silj, economista, sociologo e scrittore italiano (Roma, n. 1935)

## Editori(5)
- Alessandro Laterza, editore italiano (Bari, n. 1958)
- Alessandro Minuziano, editore italiano (San Severo, n. 1450 - Milano, † 1532)
- Alessandro Perrone, editore, giornalista e cavaliere italiano (Roma, n. 1920 - Roma, † 1980)
- Alessandro Repetti, editore, giornalista e ufficiale italiano (Genova, n. 1822 - Roma, † 1890)
- Alessandro Zanella, editore e tipografo italiano (Vicenza, n. 1955 - Creta, † 2012)

## Enigmisti(1)
- Alessandro Bartezzaghi, enigmista italiano (Milano, n. 1959)

## Esperantisti(1)
- Alessandro Mazzolini, esperantista italiano (Pieve Torina, n. 1857 - Fano, † 1934)

## Esploratori(1)
- Alessandro Malaspina, esploratore e navigatore italiano (Mulazzo, n. 1754 - Pontremoli, † 1810)

## Fantini(1)
- Alessandro Chiti, fantino italiano (Siena, n. 1972)

## Filologi(3)
- Alessandro Lami, filologo classico e grecista italiano (Rosignano Marittimo, n. 1949 - Livorno, † 2015)
- Alessandro Perosa, filologo italiano (Trieste, n. 1910 - Firenze, † 1998)
- Alessandro Politi, filologo, teologo e umanista italiano (Firenze, n. 1679 - Firenze, † 1752)

## Filosofi(9)
- Alessandro di Afrodisia, filosofo greco antico (Afrodisia)
- Alessandro di Licopoli, filosofo e scrittore greco antico (Licopoli)
- Alessandro di Damasco, filosofo romano (Damasco)
- Alessandro Arbo, filosofo e musicologo italiano (Gorizia, n. 1963)
- Alessandro Cortese, filosofo e traduttore italiano (Milano, n. 1940 - Milano, † 2007)
- Alessandro Ghisalberti, filosofo e storico della filosofia italiano (Zogno, n. 1940)
- Alessandro Marsili, filosofo italiano (Siena, n. 1601 - Siena, † 1670)
- Alessandro Passerin d'Entrèves, filosofo, storico e partigiano italiano (Torino, n. 1902 - Torino, † 1985)
- Alessandro di Ege, filosofo greco antico

## Fisici(4)
- Alessandro Amerio, fisico italiano (Nizza Monferrato, n. 1876 - Milano, † 1965)
- Alessandro De Angelis, fisico e astrofisico italiano (Cencenighe Agordino, n. 1959)
- Alessandro Strumia, fisico italiano (Firenze, n. 1969)
- Alessandro Vespignani, fisico italiano (Roma, n. 1965)

## Fisioterapisti(1)
- Alessandro Galleani, fisioterapista italiano (Basiano, n. 1944 - Varese, † 2025)

## Fondisti di corsa in montagna‎(1)
- Alessandro Rambaldini, fondista di corsa in montagna e maratoneta italiano (Gavardo, n. 1980)

## Fotografi(3)
- Alessandro Dobici, fotografo italiano (Roma, n. 1970)
- Alessandro Pavia, fotografo e patriota italiano (Milano, n. 1824 - Genova, † 1889)
- Alessandro Rizzi, fotografo italiano (Castelnovo di Sotto, n. 1973)

## Francescani(2)
- Alessandro Capanna, francescano e compositore italiano (Osimo, n. 1814 - Bologna, † 1892)
- Alessandro Salvolini, francescano e compositore italiano

## Fumettisti(16)
- Sandro Angiolini, fumettista italiano (Milano, n. 1920 - Milano, † 1985)
- Alessandro Baggi, fumettista italiano (Milano, n. 1966)
- Alessandro Barbucci, fumettista italiano (Genova, n. 1973)
- Alessandro Baronciani, fumettista e illustratore italiano (Pesaro, n. 1974)
- Alessandro Chiarolla, fumettista italiano (Mogadiscio, n. 1942)
- Alessandro Del Conte, fumettista italiano (Pagnano, n. 1955)
- Alessandro Gottardo, fumettista italiano (Vicenza, n. 1964)
- Alessandro Mereu, fumettista, cantante e blogger italiano (Cagliari, n. 1981)
- Alessandro Nespolino, fumettista italiano (Napoli, n. 1971)
- Alessandro Pastrovicchio, fumettista italiano (Trieste, n. 1977)
- Alessandro Perina, fumettista italiano (Verona, n. 1958)
- Pera Toons, fumettista, youtuber e grafico italiano (Arezzo, n. 1982)
- Alessandro Piccinelli, fumettista italiano (Como, n. 1975)
- Alessandro Poli, fumettista italiano (Bologna, n. 1965)
- Alessandro Rak, fumettista, animatore e regista italiano (Napoli, n. 1977)
- Alessandro Tota, fumettista e illustratore italiano (Bari, n. 1982)

## Funzionari(4)
- Alessandro, funzionario e militare († 220 a.C.)
- Alessandro Forficula, funzionario bizantino
- Alessandro Ghinami, funzionario e politico italiano (Oristano, n. 1923 - Ghilarza, † 2016)
- Alessandro Pallantieri, funzionario italiano (Castel Bolognese, n. 1505 - Roma, † 1571)

## Generali(19)
- Alessandro Avogadro di Casanova, generale e politico italiano (Vercelli, n. 1812 - Firenze, † 1886)
- Alessandro Farnese, generale, politico e nobile italiano (Roma, n. 1545 - Arras, † 1592)
- Alessandro Farnese, generale spagnolo (Parma, n. 1635 - Madrid, † 1689)
- Alessandro Filangieri, generale e politico italiano (Palermo, n. 1740 - Palermo, † 1806)
- Alessandro Gloria, generale italiano (Roma, n. 1883 - Genova, † 1970)
- Alessandro Guidoni, generale e aviatore italiano (Torino, n. 1880 - Montecelio, † 1928)
- Alessandro La Marmora, generale e patriota italiano (Torino, n. 1799 - Kodykoj, † 1855)
- Alessandro Maffei, generale italiano (Verona, n. 1662 - Monaco di Baviera, † 1730)
- Alessandro Manfredi Luserna d'Angrogna, generale italiano (Torino, n. 1800 - San Rossore, † 1867)
- Alessandro Mettimano, generale e aviatore italiano (Notaresco, n. 1920 - † 1983)
- Alessandro Michaud de Beauretour, generale e nobile italiano (Nizza, n. 1771 - Palermo, † 1841)
- Alessandro Nunziante, generale e politico italiano (Messina, n. 1815 - Napoli, † 1881)
- Baldassarre Orero, generale italiano (Novara, n. 1841 - Novara, † 1914)
- Alessandro Pirzio Biroli, generale e schermidore italiano (Campobasso, n. 1877 - Roma, † 1962)
- Alessandro Setti, generale italiano (Potenza, n. 1915 - † 2013)
- Alessandro Trivulzio, generale, politico e nobile italiano (Milano, n. 1773 - Parigi, † 1805)
- Alessandro Vaccaneo, generale italiano (Garlasco, n. 1883 - Kuźnica Żelichowska, † 1945)
- Alessandro Vannucchi, generale italiano (Messina, n. 1933 - Lido di Camaiore, † 2016)
- Alessandro de Rege di Gifflenga, generale italiano (Tronzano Vercellese, n. 1774 - Vercelli, † 1842)

## Geologi(2)
- Alessandro Martelli, geologo e politico italiano (Caltanissetta, n. 1876 - Firenze, † 1934)
- Alessandro Portis, geologo e paleontologo italiano (Torino, n. 1853 - Torino, † 1931)

## Gesuiti(4)
- Alessandro De Angelis, gesuita, teologo e astronomo italiano (Spoleto, n. 1559 - Ferrara, † 1620)
- Alessandro Donati, gesuita, poeta e filologo italiano (Siena, n. 1584 - Roma, † 1640)
- Alessandro Gottifredi, gesuita italiano (Roma, n. 1595 - Roma, † 1652)
- Alessandro Valignano, gesuita, scrittore e missionario italiano (Chieti, n. 1539 - Macao, † 1606)

## Giocatori di baseball(2)
- Alessandro Maestri, giocatore di baseball italiano (Cesena, n. 1985)
- Alessandro Vaglio, giocatore di baseball italiano (Montefiascone, n. 1989)

## Giocatori di bridge(1)
- Sandro Salvetti, giocatore di bridge e imprenditore italiano (Genova, n. 1922 - Milano, † 2000)

## Giocatori di calcio a 5(2)
- Falcão, ex giocatore di calcio a 5 e ex calciatore brasiliano (San Paolo, n. 1977)
- Alessandro Patias, giocatore di calcio a 5 brasiliano (Mondaí, n. 1985)

## Giocatori di curling(3)
- Alessandro Dal Fabbro, ex giocatore di curling italiano
- Alessandro Fummi, giocatore di curling italiano (Monticelli d'Ongina, n. 1949 - Pieve di Cadore, † 2024)
- Alessandro Lettieri, giocatore di curling italiano (Trento, n. 1974)

## Giocatori di football americano(2)
- Alessandro Lazzaretto, ex giocatore di football americano e allenatore di football americano italiano (Torino, n. 1967)
- Alessandro Vergani, giocatore di football americano italiano (Brugherio, n. 1990)

## Giuristi(13)
- Alessandro Baratta, giurista e sociologo italiano (Roma, n. 1933 - Saarbrücken, † 2002)
- Alessandro Gabbioneta, giurista, ambasciatore e presbitero italiano (Mantova - Mantova, † 1534)
- Alessandro Galvani, giurista italiano (Cento, n. 1556 - Padova, † 1616)
- Alessandro Lattes, giurista e storico italiano (Venezia, n. 1858 - Roma, † 1940)
- Alessandro Levi, giurista, filosofo e antifascista italiano (Venezia, n. 1881 - Berna, † 1953)
- Alessandro Lisca, giurista italiano (Verona - Verona, † 1605)
- Alessandro Paternostro, giurista, politico e prefetto italiano (Alessandria d'Egitto, n. 1852 - Palermo, † 1899)
- Alessandro Pizzorusso, giurista e costituzionalista italiano (Bagni di Lucca, n. 1931 - Pisa, † 2015)
- Alessandro Racchetti, giurista italiano (Genova, n. 1789 - Padova, † 1854)
- Alessandro Servici, giurista italiano (Mombaroccio, n. 1517 - Urbino, † 1590)
- Alessandro Tartagni, giurista italiano (Imola, n. 1424 - † 1477)
- Alessandro Turamini, giurista, filosofo e scrittore italiano (Montalcino, n. 1556 - Ferrara, † 1605)
- Alessandro dell'Antella, giurista e diplomatico italiano

## Grammatici(2)
- Alessandro Poliistore, grammatico greco antico (Mileto - Laurentum)
- Alessandro di Cotieno, grammatico e filologo greco antico (Cotieno - Roma)

## Hockeisti su ghiaccio(3)
- Alessandro Chiesa, ex hockeista su ghiaccio svizzero (Biasca, n. 1987)
- Alessandro Re, ex hockeista su ghiaccio italiano (Milano, n. 1986)
- Alessandro Tura, hockeista su ghiaccio italiano (Asiago, n. 1991)

## Hockeisti su pista(5)
- Alessandro Barsi, ex hockeista su pista e allenatore di hockey su pista italiano (Forte dei Marmi, n. 1956)
- Alessandro Cupisti, ex hockeista su pista e allenatore di hockey su pista italiano (Viareggio, n. 1959)
- Alessandro Faccin, hockeista su pista italiano (Valdagno, n. 1998)
- Alessandro Michielon, ex hockeista su pista italiano (Bassano del Grappa, n. 1972)
- Alessandro Verona, hockeista su pista italiano (Pietrasanta, n. 1995)

## Hockeisti su prato(1)
- Alessandro Aramu, hockeista su prato, allenatore di hockey su prato e dirigente sportivo italiano (Cagliari, n. 1942 - Rozzano, † 2020)

## Igienisti(1)
- Alessandro Seppilli, igienista e politico italiano (Trieste, n. 1902 - Perugia, † 1995)

## Illustratori(1)
- Alessandro Biffignandi, illustratore, fumettista e pittore italiano (Roma, n. 1935 - † 2017)

## Imperatori(2)
- Alessandro, imperatore bizantino (n. 872 - † 913)
- Alessandro di Trebisonda, imperatore (Trebisonda - Trebisonda, † 1459)

## Imprenditori(13)
- Alessandro Marco Barnabò, imprenditore italiano (Domegge, n. 1886 - Padova, † 1971)
- Alessandro Benetton, imprenditore italiano (Treviso, n. 1964)
- Alessandro Ciano, imprenditore e politico italiano (Livorno, n. 1871 - Genova, † 1945)
- Alessandro Garrone, imprenditore italiano (Genova, n. 1963)
- Alessandro Lanaro, imprenditore e ex giocatore di curling italiano (Cortina d'Ampezzo, n. 1961)
- Alessandro Maino, imprenditore e politico italiano (Gallarate, n. 1863 - Gallarate, † 1929)
- Alessandro Martini, imprenditore italiano (Firenze, n. 1834 - Torino, † 1905)
- Alessandro Mostes, imprenditore e pilota motonautico italiano (Lezzeno, n. 1940 - Lezzeno, † 2012)
- Alessandro Nelli, imprenditore italiano (Roma, n. 1842)
- Alessandro Nicosia, imprenditore italiano (Catania, n. 1953)
- Alessandro Poss, imprenditore e politico italiano (Milano, n. 1876 - † 1957)
- Alessandro Rossi, imprenditore e politico italiano (Schio, n. 1819 - Santorso, † 1898)
- Alessandro Ruggeri, imprenditore e dirigente sportivo italiano (Bergamo, n. 1987)

## Incisori(2)
- Alessandro Baratta, incisore italiano (Scigliano, n. 1583)
- Alessandro Mochetti, incisore italiano (n. 1760 - † 1812)

## Ingegneri(12)
- Alessandro Artom, ingegnere e inventore italiano (Asti, n. 1867 - Roma, † 1927)
- Alessandro Bisnato, ingegnere italiano (Ducato di Milano, n. 1562)
- Alessandro Brenci, ingegnere, politico e antifascista italiano (Acquapendente, n. 1894 - Acquapendente, † 1970)
- Alessandro Da Lisca, ingegnere italiano (Verona, n. 1868 - Verona, † 1947)
- Alessandro Ferretti, ingegnere e agronomo italiano (Fabbrico, n. 1851 - Napoli, † 1930)
- Alessandro Ghinelli, ingegnere e politico italiano (Pistoia, n. 1952)
- Alessandro Manetti, ingegnere e architetto italiano (Firenze, n. 1787 - Firenze, † 1865)
- Alessandro Marchetti, ingegnere aeronautico italiano (Cori, n. 1884 - Sesto Calende, † 1966)
- Alessandro Mazzoni, ingegnere aeronautico italiano (Firenze, n. 1931 - Firenze, † 2016)
- Alessandro Mazzucchetti, ingegnere italiano (San Paolo Cervo, n. 1824 - Torino, † 1894)
- Alessandro Rossi, ingegnere e imprenditore italiano (Schio, n. 1921 - Cortina d'Ampezzo, † 2010)
- Alessandro Tonini, ingegnere italiano (Cavarzere, n. 1885 - Svizzera, † 1932)

## Intarsiatori(1)
- Alessandro Monteneri, intarsiatore e restauratore italiano (n. 1832 - † 1920)

## Inventori(1)
- Alessandro Cruto, inventore e imprenditore italiano (Piossasco, n. 1847 - Torino, † 1908)

## Islamisti(1)
- Alessandro Bausani, islamista, arabista e iranista italiano (Roma, n. 1921 - Roma, † 1988)

## Ispanisti(1)
- Alessandro Martinengo, ispanista italiano (Savona, n. 1930 - Savona, † 2021)

## Latinisti(4)
- Alessandro Barchiesi, latinista e filologo classico italiano (Padova, n. 1955)
- Alessandro Ronconi, latinista, filologo classico e traduttore italiano (Firenze, n. 1909 - Firenze, † 1982)
- Alessandro Schiesaro, latinista e filologo classico italiano (Savona, n. 1963)
- Alessandro Zappata, latinista, insegnante e scrittore italiano (Comacchio, n. 1860 - Ancona, † 1929)

## Letterati(8)
- Alessandro Adimari, letterato e grecista italiano (Firenze, n. 1579 - Firenze, † 1649)
- Alessandro di Villedieu, letterato e matematico francese (Villedieu-les-Poêles, n. 1175 - † 1240)
- Alessandro Allegri, letterato italiano (Firenze, n. 1560 - Firenze, † 1629)
- Alessandro Citolini, letterato italiano (Serravalle - Londra)
- Alessandro Mortara, letterato italiano (Casalmaggiore - Firenze, † 1855)
- Alessandro Piccolomini, letterato, astronomo e arcivescovo cattolico italiano (Siena, n. 1508 - Siena, † 1578)
- Alessandro Sclopis di Salerano, letterato italiano (Torino, n. 1762 - Torino, † 1835)
- Alessandro Vanni, letterato, poeta e politico italiano (Palermo, n. 1717 - Palermo, † 1795)

## Librettisti(1)
- Alessandro Striggio, librettista italiano (Mantova - Venezia, † 1630)

## Linguisti(1)
- Alessandro Morandi, linguista e epigrafista italiano

## Liutai(1)
- Alessandro Gagliano, liutaio italiano (Napoli, n. 1660 - Napoli, † 1728)

## Maestri di scherma(1)
- Alessandro Puccini, maestro di scherma e ex schermidore italiano (Cascina, n. 1968)

## Mafiosi(1)
- Sandro Lo Piccolo, mafioso italiano (Palermo, n. 1975)

## Magistrati(8)
- Alessandro Ambrosini, magistrato italiano (Favara, n. 1891 - Palermo, † 1992)
- Alessandro Cavagnari, magistrato e politico italiano (Piacenza, n. 1801 - Genova, † 1892)
- Alessandro Criscuolo, magistrato italiano (Napoli, n. 1937 - Napoli, † 2020)
- Alessandro Di Monale, magistrato e politico italiano (Saluzzo, n. 1815 - Saluzzo, † 1882)
- Alessandro Marracino, magistrato, giurista e politico italiano (Isernia, n. 1867 - Nettuno, † 1941)
- Alessandro Milita, magistrato italiano (Roma, n. 1965)
- Alessandro Nava, giudice e politico italiano
- Alessandro Pajno, magistrato e politico italiano (Palermo, n. 1948)

## Maratoneti(1)
- Alessandro Rastello, ex maratoneta italiano (n. 1960)

## Marciatori(3)
- Sandro Bellucci, ex marciatore italiano (Lanuvio, n. 1955)
- Alessandro Gandellini, ex marciatore italiano (Monza, n. 1973)
- Alessandro Pezzatini, ex marciatore italiano (Fiesole, n. 1957)

## Matematici(7)
- Alessandro Dorna, matematico italiano (Asti, n. 1825 - Sant'Ambrogio di Torino, † 1886)
- Alessandro Faedo, matematico e politico italiano (Chiampo, n. 1913 - Pisa, † 2001)
- Alessandro Figà Talamanca, matematico italiano (Roma, n. 1938 - Roma, † 2023)
- Alessandro Marchetti, matematico, astronomo e traduttore italiano (Pontorme, n. 1633 - Pontorme, † 1714)
- Alessandro Ossicini, matematico italiano (Roma, n. 1921 - Roma, † 1999)
- Alessandro Padoa, matematico italiano (Venezia, n. 1868 - Genova, † 1937)
- Alessandro Terracini, matematico italiano (Torino, n. 1889 - Torino, † 1968)

## Medaglisti(2)
- Alessandro Abondio, medaglista, ceramista e incisore italiano (Monaco di Baviera)
- Alessandro Cesati, medaglista e incisore italiano (Cipro - Cipro)

## Medici(15)
- Alessandro di Tralles, medico bizantino (Tralles)
- Alessandro Cavaliere, medico italiano (Napoli, n. 1977)
- Alessandro Codivilla, medico e chirurgo italiano (Bologna, n. 1861 - Bologna, † 1912)
- Alessandro Corticelli, medico e fisiologo italiano (Bologna, n. 1802 - Cetona, † 1873)
- Alessandro Filalete, medico greco antico (Laodicea)
- Alessandro Guaccero, medico e politico italiano (Palo del Colle, n. 1878 - Triggiano, † 1946)
- Alessandro Knips Macoppe, medico italiano (Padova, n. 1662 - Padova, † 1744)
- Alessandro Liberati, medico italiano (Genova, n. 1954 - Bologna, † 2012)
- Alessandro Lustig Piacezzi, medico e anatomista italiano (Trieste, n. 1857 - Marina di Pietrasanta, † 1937)
- Alessandro Riberi, medico e politico italiano (Stroppo, n. 1794 - Cuneo, † 1861)
- Alessandro Ricci, medico, disegnatore e esploratore italiano (Siena, n. 1792 - Firenze, † 1834)
- Alessandro Tadino, medico italiano (Milano, n. 1580 - Milano, † 1661)
- Alessandro Salimbeni, medico, immunologo e batteriologo italiano (Acquapendente, n. 1867 - Parigi, † 1942)
- Alessandro Vallebona, medico italiano (Genova, n. 1899 - Genova, † 1987)
- Sandro De Franciscis, medico e ex politico italiano (Napoli, n. 1955)

## Mercanti d'arte(1)
- Alessandro Contini Bonacossi, mercante d'arte e politico italiano (Ancona, n. 1878 - Firenze, † 1955)

## Mezzofondisti(1)
- Alessandro Giacobazzi, mezzofondista e maratoneta italiano (Pavullo nel Frignano, n. 1996)

## Militari(47)
- Alessandro Albani, militare, cardinale e mecenate italiano (Urbino, n. 1692 - Roma, † 1779)
- Alessandro di Bergamo, militare romano (Bergamo, † 303)
- Alessandro, militare greco antico (n. 290 a.C. - † 245 a.C.)
- Alessandro, militare macedone antico (Sicione, † 314 a.C.)
- Alessandro di Lincestide, militare macedone antico (Lincestide - Alessandria Proftasia, † 330 a.C.)
- Alessandro Kettler, militare e nobile tedesco (Jelgava, n. 1658 - Sopron, † 1686)
- Alessandro Annoni, militare italiano (Mondovì, n. 1899 - Dibra, † 1941)
- Alessandro Anselmi, militare italiano (Tortosa, n. 1913 - fronte russo, † 1943)
- Alessandro Begani, militare italiano (Napoli, n. 1770 - Capua, † 1837)
- Alessandro Bettoni Cazzago, militare italiano (Brescia, n. 1892 - Roma, † 1951)
- Alessandro Casali, militare italiano (Piacenza, n. 1894 - Volkovniak, † 1917)
- Alessandro Caselli, militare e aviatore italiano (Penne, n. 1920 - Coriza, † 1940)
- Alessandro De Stefanis, militare italiano (Savona, n. 1826 - Genova, † 1849)
- Alexander zu Dohna-Schlobitten, militare e diplomatico prussiano (Coppet, n. 1661 - Königsberg, † 1728)
- Alessandro Fasola, militare italiano (Novara, n. 1799 - Novara, † 1881)
- Alessandro Filippa, militare italiano (Torino, n. 1799 - San Mauro Torinese, † 1871)
- Alessandro Friggeri, militare italiano (Roma, n. 1815 - Roma, † 1880)
- Alessandro Frugoni, militare italiano (Brescia, n. 1910 - Nikolaevka, † 1943)
- Alessandro Giorgioni, militare italiano (Bolzano, n. 1968 - Sant'Agata Feltria, † 2004)
- Alessandro Gonzaga, principe di Castiglione, militare e letterato tedesco (Dresda, n. 1799 - Londra, † 1850)
- Alessandro Lessona, ufficiale, politico e dirigente sportivo italiano (Roma, n. 1891 - Firenze, † 1991)
- Alessandro Lingiardi, militare italiano (Sommo, n. 1895 - Palacio de Ibarra, † 1937)
- Alessandro Mandarini, militare italiano (Maratea, n. 1762 - San Lucido, † 1820)
- Alessandro Marcello Del Majno, militare e antifascista italiano (Sambughè, n. 1894 - Venezia, † 1980)
- Alessandro Natale Medici, militare e patriota italiano (Bergamo, n. 1840 - Oneglia, † 1889)
- Alessandro Micalizzi, militare italiano (Messina, n. 1984)
- Alessandro Monti, militare e patriota italiano (Brescia, n. 1818 - Torino, † 1854)
- Alessandro Negri di Sanfront, ufficiale e politico italiano (Ponzone, n. 1804 - Chiavari, † 1884)
- Alessandro Pallavicino, militare e nobile italiano (Anversa)
- Alessandro Palma di Cesnola, militare, diplomatico e archeologo italiano (Rivarolo Canavese, n. 1840 - Firenze, † 1914)
- Alessandro Paoli, militare italiano (Milano, n. 1897 - Uork Amba, † 1936)
- Alessandro Papacino D'Antoni, militare italiano (Villafranca, n. 1714 - Torino, † 1786)
- Alessandro Passaleva, militare e aviatore italiano (Torino, n. 1895 - Somma Lombardo, † 1941)
- Alessandro Pedemonti, militare italiano (Tortona, n. 1869 - Voghera, † 1936)
- Alessandro Pertoldeo, militare italiano (Rivignano, n. 1905 - Gandesa, † 1938)
- Alessandro Rocci, militare e politico italiano (Torino, n. 1813 - Cosenza, † 1861)
- Alessandro Romani, militare italiano (Roma, n. 1974 - Farah, † 2010)
- Alessandro Ruffini, militare italiano (Castelfidardo, n. 1893 - Noventa Padovana, † 1917)
- Alessandro Sagnotti, militare italiano (Roma, n. 1913 - Roma, † 2004)
- Alessandro Saluzzo di Monesiglio, militare e politico italiano (Torino, n. 1775 - Torino, † 1851)
- Alessandro Saporiti, militare e politico italiano (Como, n. 1863 - Roma, † 1941)
- Alessandro Strozzi, militare italiano (Mantova, n. 1758 - Ferrara, † 1817)
- Alessandro Stuart, militare scozzese (Perthshire, † 1405)
- Alessandro Tandura, militare italiano (Vittorio Veneto, n. 1893 - Mogadiscio, † 1937)
- Alessandro Tognoloni, militare italiano (Roma, n. 1921 - † 2007)
- Alessandro Tosi, militare e ingegnere italiano (Modena, n. 1866 - Roma, † 1936)
- Alessandro Trabucchi, militare italiano (Verona, n. 1892 - Rigolato, † 1982)

## Missionari(1)
- Alessandro Dal Bosco, missionario italiano (Breonio, n. 1830 - Verona, † 1868)

## Mistici(1)
- Alessandro di Abonutico, mistico e profeta greco antico (Abonutico, n. 105 - † 170)

## Modelli(1)
- Alex Belli, modello, attore e personaggio televisivo italiano (Parma, n. 1982)

## Montatori(1)
- Alessandro Lucidi, montatore e regista italiano (Venezia, n. 1947)

## Multiplisti(1)
- Alessandro Brogini, ex multiplista e altista italiano (La Spezia, n. 1958)

## Museologi(1)
- Alessandro Gregorio Capponi, museologo e nobile italiano (Roma, n. 1683 - Roma, † 1746)

## Musicisti(9)
- Alessandro Boris Amisich, musicista italiano (Udine, n. 1959 - Padova, † 2008)
- Alessandro Antoldi, musicista italiano (Mantova, n. 1815 - Mantova, † 1897)
- Sandro Cerino, musicista, compositore e arrangiatore italiano (Napoli, n. 1958)
- Alessandro Errico, musicista e cantautore italiano (Roma, n. 1974)
- Alessandro Magini, musicista, compositore e musicologo italiano (Vernio, n. 1955)
- Alessandro Nutini, musicista italiano (Firenze, n. 1970)
- Alessandro Orologio, musicista e compositore italiano (Aurava di San Giorgio della Richinvelda, n. 1555 - Vienna, † 1633)
- Alessandro Tortato, musicista, direttore d'orchestra e storico italiano (Venezia, n. 1969)
- Alessandro Zannier, musicista e artista italiano (Treviso, n. 1971)

## Musicologi(1)
- Alessandro Kraus, musicologo e pianista sammarinese (Firenze, n. 1853 - Fiesole, † 1931)

## Navigatori(2)
- Alessandro Cavriani, marinaio italiano (Mantova, n. 1911 - Asinara, † 1943)
- Alessandro Montagna, marinaio e militare italiano (La Spezia, n. 1893 - Tobruch, † 1941)

## Notai(1)
- Alessandro Canobbio, notaio, giurista e storico italiano (Verona)

## Numismatici(1)
- Alessandro Magnaguti, numismatico italiano (Goito, n. 1887 - Sermide, † 1966)

## Nuotatori(6)
- Alessandro Bori, nuotatore italiano (Desenzano del Garda, n. 1997)
- Alessandro Calvi, nuotatore italiano (Voghera, n. 1983)
- Alessandro Miressi, nuotatore italiano (Torino, n. 1998)
- Alessandro Pinzuti, nuotatore italiano (Montepulciano, n. 1999)
- Alessandro Ragaini, nuotatore italiano (Jesi, n. 2006)
- Alessandro Terrin, ex nuotatore italiano (Dolo, n. 1985)

## Oboisti(2)
- Alessandro Baccini, oboista italiano (Venezia, n. 1964)
- Alessandro Besozzi, oboista e compositore italiano (Parma, n. 1702 - Torino, † 1793)

## Orafi(1)
- Alessandro Castellani, orafo, antiquario e collezionista d'arte italiano (Roma, n. 1823 - Napoli, † 1883)

## Organari(1)
- Alessandro Mentasti, organaro italiano (Varese, n. 1844 - Novara)

## Organisti(3)
- Alessandro Costantini, organista e compositore italiano (Staffolo - Roma, † 1657)
- Alessandro Milleville, organista e compositore francese (Ferrara, † 1589)
- Alessandro Poglietti, organista e compositore italiano (Vienna, † 1683)

## Orientalisti(1)
- Alessandro Grossato, orientalista e storico delle religioni italiano (Padova, n. 1955)

## Ostacolisti(1)
- Alessandro Sibilio, ostacolista e velocista italiano (Napoli, n. 1999)

## Ottici(1)
- Alessandro Duroni, ottico e fotografo italiano (Canzo, n. 1807 - Milano, † 1870)

## Pallamanisti(1)
- Alessandro Dallago, ex pallamanista italiano (Mezzocorona, n. 1986)

## Pallanuotisti(8)
- Alessandro Bovo, ex pallanuotista e allenatore di pallanuoto italiano (Genova, n. 1969)
- Alessandro Calcaterra, ex pallanuotista e allenatore di pallanuoto italiano (Civitavecchia, n. 1975)
- Alessandro Caliogna, pallanuotista italiano (Genova, n. 1984)
- Alessandro Di Somma, ex pallanuotista italiano (Genova, n. 1988)
- Alessandro Ghibellini, ex pallanuotista italiano (Genova, n. 1947)
- Alessandro Mostes, ex pallanuotista e allenatore di pallanuoto italiano (Genova, n. 1963)
- Alessandro Nora, pallanuotista italiano (Mirandola, n. 1987)
- Alessandro Velotto, pallanuotista italiano (Napoli, n. 1995)

## Pallavolisti(15)
- Alessandro Acquarone, pallavolista italiano (Sanremo, n. 1999)
- Alessandro Blasi, pallavolista italiano (Trieste, n. 1992)
- Alessandro Bovolenta, pallavolista italiano (Roma, n. 2004)
- Alessandro Fanizza, pallavolista italiano (Ostuni, n. 2004)
- Alessandro Farina, ex pallavolista italiano (Parma, n. 1976)
- Alessandro Franceschini, pallavolista italiano (Sansepolcro, n. 1983)
- Alessandro Michieletto, pallavolista italiano (Desenzano del Garda, n. 2001)
- Alessandro Paoli, pallavolista italiano (Trento, n. 1984)
- Alessandro Paparoni, ex pallavolista italiano (San Severino Marche, n. 1981)
- Alessandro Piccinelli, pallavolista italiano (Milano, n. 1997)
- Alessandro Porcelli, pallavolista italiano (Terlizzi, n. 1995)
- Alessandro Preti, pallavolista italiano (Villaco, n. 1992)
- Alessandro Tondo, pallavolista italiano (Lecce, n. 1991)
- Alessandro Toscani, pallavolista italiano (Ortona, n. 1998)
- Alessandro Trimarchi, ex pallavolista italiano (Catania, n. 1972)

## Papi(6)
- Papa Alessandro VII, papa, vescovo cattolico e cardinale italiano (Siena, n. 1599 - Roma, † 1667)
- Papa Alessandro I, papa, vescovo e santo romano (Roma - Roma)
- Papa Alessandro II, papa e vescovo cattolico italiano (Milano - Roma, † 1073)
- Papa Alessandro III, papa e cardinale italiano (Siena - Civita Castellana, † 1181)
- Papa Alessandro VI, papa, vescovo e cardinale spagnolo (Xàtiva, n. 1431 - Roma, † 1503)
- Papa Alessandro VIII, papa, vescovo cattolico e cardinale italiano (Venezia, n. 1610 - Roma, † 1691)

## Partigiani(9)
- Alessandro Bianconcini, partigiano italiano (Imola, n. 1909 - Bologna, † 1944)
- Alessandro Brucellaria, partigiano, politico e imprenditore italiano (Carrara, n. 1914 - Carrara, † 1998)
- Sandro Cabassi, partigiano italiano (Mantova, n. 1925 - Modena, † 1944)
- Sandrino Contini Bonacossi, partigiano e scrittore italiano (n. 1914 - Washington, † 1975)
- Alessandro Delmastro, partigiano italiano (Torino, n. 1917 - Cuneo, † 1944)
- Sandro Gallo, partigiano italiano (Venezia, n. 1914 - Lozzo di Cadore, † 1944)
- Alessandro Panichi, partigiano italiano (Ascoli Piceno, n. 1923 - Colle San Marco, † 1943)
- Alessandro Sinigaglia, partigiano italiano (Fiesole, n. 1902 - Firenze, † 1944)
- Alessandro Zannini, partigiano italiano (Cornuda, n. 1924 - Treviso, † 1945)

## Patriarchi cattolici(1)
- Alessandro di Masovia, patriarca cattolico polacco (Płock, n. 1400 - Vienna, † 1444)

## Patrioti(8)
- Alessandro Anselmi, patriota e politico italiano (Cremona, n. 1848 - Cremona, † 1932)
- Alessandro Antongini, patriota italiano (Milano, n. 1814 - Borgosesia, † 1889)
- Alessandro Ciaccio, patriota italiano (Palermo, n. 1818 - Palermo, † 1897)
- Alessandro Guidotti, patriota e generale italiano (Bologna, n. 1790 - Treviso, † 1848)
- Alessandro Poerio, patriota e poeta italiano (Napoli, n. 1802 - Venezia, † 1848)
- Alessandro Rizza, patriota e naturalista italiano (Siracusa, n. 1817 - Siracusa, † 1866)
- Alessandro Venanzio, patriota italiano (Bergamo, n. 1836 - Milano, † 1911)
- Alessandro Ypsilanti, patriota greco (Costantinopoli, n. 1792 - Vienna, † 1828)

## Pattinatori di velocità su ghiaccio(1)
- Alessandro De Taddei, ex pattinatore di velocità su ghiaccio italiano (Cologna Veneta, n. 1971)

## Personaggi televisivi(2)
- Alessandro Cocco, personaggio televisivo italiano (Valdagno, n. 1942 - Legnano, † 2020)
- Alessandro Garbin, personaggio televisivo e attore italiano (Cittiglio, n. 1977 - Sangiano, † 2009)

## Pesisti(1)
- Alessandro Andrei, ex pesista italiano (Firenze, n. 1959)

## Pianisti(6)
- Alessandro Biagi, pianista e compositore italiano (Firenze, n. 1819 - Firenze, † 1884)
- Alessandro Costantinides, pianista italiano (Trieste, n. 1898 - Trieste, † 1979)
- Alessandro Deljavan, pianista italiano (Giulianova, n. 1987)
- Alessandro Marangoni, pianista italiano (Novara, n. 1979)
- Alessandro Martire, pianista e compositore italiano (Como, n. 1992)
- Alessandro Peroni, pianista e compositore italiano (Mondavio, n. 1874 - Milano, † 1964)

## Piloti automobilistici(8)
- Alessandro Bonetti, pilota automobilistico italiano (Trento, n. 1985)
- Alex Caffi, pilota automobilistico italiano (Rovato, n. 1964)
- Alessandro Cagno, pilota automobilistico e pioniere dell'aviazione italiano (Torino, n. 1883 - Torino, † 1971)
- Alessandro Nannini, ex pilota automobilistico italiano (Siena, n. 1959)
- Alessandro Pesenti-Rossi, pilota automobilistico italiano (Bergamo, n. 1942)
- Alessandro Pier Guidi, pilota automobilistico italiano (Tortona, n. 1983)
- Alessandro Zampedri, pilota automobilistico italiano (Brescia, n. 1969)
- Alex Zanardi, ex pilota automobilistico e ex paraciclista italiano (Bologna, n. 1966)

## Piloti di rally(1)
- Alex Fiorio, pilota di rally e dirigente sportivo italiano (Torino, n. 1965)

## Piloti motociclistici(17)
- Alessandro Andreozzi, pilota motociclistico italiano (Macerata, n. 1991)
- Alessandro Antonello, pilota motociclistico italiano (Cittadella, n. 1972)
- Alessandro Belometti, pilota motociclistico italiano (Legnano, n. 1973)
- Alessandro Botturi, pilota motociclistico italiano (Lumezzane, n. 1975)
- Alessandro Brannetti, pilota motociclistico italiano (Fermo, n. 1980)
- Sandro Cortese, pilota motociclistico tedesco (Ochsenhausen, n. 1990)
- Alessandro De Petri, ex pilota motociclistico italiano (Bergamo, n. 1955)
- Alessandro Delbianco, pilota motociclistico italiano (Rimini, n. 1997)
- Alessandro Gramigni, pilota motociclistico italiano (Firenze, n. 1968)
- Alessandro Gritti, pilota motociclistico italiano (Vertova, n. 1947)
- Alessandro Nocco, pilota motociclistico italiano (Gagliano del Capo, n. 1997)
- Alessandro Polita, pilota motociclistico italiano (Jesi, n. 1984)
- Alessandro Puzar, pilota motociclistico italiano (Ceva, n. 1968)
- Alessandro Tognaccini, pilota motociclistico italiano (Firenze, n. 1976)
- Alessandro Tonucci, pilota motociclistico italiano (Fano, n. 1993)
- Alessandro Valia, pilota motociclistico italiano (Bologna, n. 1974)
- Alessandro Zaccone, pilota motociclistico italiano (Rimini, n. 1999)

## Piloti motonautici(2)
- Alessandro Cremona, pilota motonautico italiano (Bologna, n. 1983)
- Alessandro Lazzarini, pilota motonautico italiano (Rovolon, n. 1947)

## Poeti(17)
- Alessandro Anil, poeta e regista teatrale italiano (Santiniketan, n. 1990)
- Alessandro Arnaboldi, poeta italiano (Milano, n. 1827 - Milano, † 1896)
- Sandro Baganzani, poeta, giornalista e insegnante italiano (Verona, n. 1889 - Verona, † 1950)
- Alessandro Campesano, poeta italiano (Campese, n. 1521 - Bassano, † 1572)
- Alessandro Caravia, poeta italiano (Venezia, n. 1503 - Venezia, † 1568)
- Alessandro Carrera, poeta, saggista e traduttore italiano (Lodi, n. 1954)
- Alessandro Ceni, poeta, traduttore e pittore italiano (Firenze, n. 1957)
- Alessandro Dommarco, poeta, scrittore e traduttore italiano (Ortona, n. 1912 - Roma, † 1997)
- Alessandro Fo, poeta, latinista e traduttore italiano (Legnano, n. 1955)
- Alessandro Maragliano, poeta e linguista italiano (Voghera, n. 1850 - Napoli, † 1942)
- Alessandro Pancotti, poeta italiano (Milano, n. 1982)
- Alessandro Parronchi, poeta, storico dell'arte e critico d'arte italiano (Firenze, n. 1914 - Firenze, † 2007)
- Alessandro Quattrone, poeta italiano (Reggio Calabria, n. 1958)
- Alessandro Sacheri, poeta, letterato e giornalista italiano (Ortona a Mare, n. 1866 - Genova, † 1927)
- Alessandro Sappa de' Milanesi, poeta italiano (Alessandria, n. 1717 - Alessandria, † 1783)
- Sandro Sinigaglia, poeta e partigiano italiano (Oleggio Castello, n. 1921 - Arona, † 1990)
- Alessandro Tesauro, poeta, architetto e diplomatico italiano (Fossano, n. 1558 - Fossano, † 1621)

## Polistrumentisti(1)
- Alessandro Cortini, polistrumentista, compositore e produttore discografico italiano (Bologna, n. 1976)

## Poliziotti(3)
- Alessandro Giuliano, poliziotto, prefetto e funzionario italiano (Messina, n. 1967)
- Alessandro Magno, poliziotto italiano
- Alessandro Pansa, poliziotto, dirigente pubblico e prefetto italiano (Eboli, n. 1951)

## Predicatori(1)
- Alessandro Gavazzi, predicatore e patriota italiano (Bologna, n. 1809 - Roma, † 1889)

## Preparatori atletici(1)
- Alessandro Berdini, preparatore atletico e ex velocista italiano (Macerata, n. 1988)

## Presbiteri(5)
- Alessandro Bandiera, presbitero, letterato e pedagogista italiano (Siena, n. 1699 - Osimo, † 1770)
- Alessandro Dordi, presbitero italiano (Gandellino, n. 1931 - Chimbote, † 1991)
- Alessandro Ghignoni, presbitero e letterato italiano (Roma, n. 1857 - Bologna, † 1924)
- Alessandro Mazenta, presbitero e architetto italiano (Milano, n. 1566 - Milano, † 1630)
- Alessandro Stefenelli, presbitero e missionario italiano (Fondo, n. 1864 - Trento, † 1952)

## Principi(17)
- Alessandro I di Tver', principe (Tver', n. 1301 - Saraj, † 1339)
- Alessandro di Sassonia, principe tedesco (Dresda, n. 1554 - Dresda, † 1565)
- Alessandro, principe (n. 35 a.C. - Sebaste, † 7 a.C.)
- Alessandro di Orange-Nassau, principe olandese (L'Aia, n. 1851 - L'Aia, † 1884)
- Alessandro di Georgia, principe georgiano (n. 1726 - † 1791)
- Alessandro Ferdinando di Prussia, principe prussiano (n. 1912 - Wiesbaden, † 1985)
- Alessandro di Jugoslavia, principe jugoslavo (Londra, n. 1945)
- Alessandro di Württemberg, principe tedesco (San Pietroburgo, n. 1804 - Laško, † 1885)
- Alexandre del Belgio, principe belga (Laeken, n. 1942 - Sint-Genesius-Rode, † 2009)
- Alessandro Cenci Bolognetti, VI principe di Vicovaro, principe, militare e compositore italiano (Roma, n. 1801 - Roma, † 1872)
- Alessandro Karađorđević, principe serbo (White Lodge, n. 1924 - Parigi, † 2016)
- Alessandro Ruspoli, II principe di Cerveteri, principe, politico e diplomatico italiano (Roma, n. 1708 - Roma, † 1779)
- Alessandro Ferdinando di Thurn und Taxis, principe (Francoforte sul Meno, n. 1704 - Ratisbona, † 1773)
- Alessandro Torlonia, principe e banchiere italiano (Roma, n. 1925 - Roma, † 2017)
- Alessandro Carlo Vasa, principe svedese (Varsavia, n. 1614 - Leopoli, † 1634)
- Alessandro di Lippe, principe tedesco (Detmold, n. 1831 - Donndorf, † 1905)
- Alessandro Šišman, principe bulgaro (Tarnovo - Smirne, † 1418)

## Procuratori sportivi(1)
- Alessandro Pellegrini, procuratore sportivo e ex calciatore italiano (Vercelli, n. 1964)

## Produttori cinematografici(1)
- Alessandro Jacovoni, produttore cinematografico italiano (Roma, n. 1932 - † 1993)

## Produttori discografici(2)
- Alex Bagnoli, produttore discografico, arrangiatore e compositore italiano (Modena, n. 1965)
- Alessandro Colombini, produttore discografico e paroliere italiano (Milano, n. 1936)

## Progettisti(1)
- Alessandro Anzani, progettista, pilota motociclistico e imprenditore italiano (Gorla, n. 1877 - Franceville, † 1956)

## Psichiatri(2)
- Alessandro Meluzzi, psichiatra, opinionista e saggista italiano (Napoli, n. 1955)
- Alessandro Tronconi, psichiatra e politico italiano (n. 1885 - † 1961)

## Psicologi(2)
- Alessandro Amadori, psicologo, saggista e sondaggista italiano (Genova, n. 1960)
- Alessandro Gennari, psicologo e scrittore italiano (Mantova, n. 1949 - Mantova, † 2000)

## Pubblicitari(1)
- Alessandro Heffler, pubblicitario e montatore italiano (Torino, n. 1966)

## Pugili(7)
- Alessandro Bovo, ex pugile italiano (Verona, n. 1959)
- Alessandro Caccia, pugile italiano (Ferrara, n. 1988)
- Alessandro D'Ottavio, pugile italiano (Roma, n. 1927 - Roma, † 1987)
- Alessandro De Santis, ex pugile italiano (Crotone, n. 1963)
- Alessandro Duran, ex pugile italiano (Ferrara, n. 1965)
- Alessandro Mazzinghi, pugile, scrittore e cantante italiano (Pontedera, n. 1938 - Pontedera, † 2020)
- Alessandro Riguccini, pugile e kickboxer italiano (Firenze, n. 1988)

## Rapper(6)
- J-Ax, rapper, cantautore e produttore discografico italiano (Milano, n. 1972)
- Lele Blade, rapper italiano (Napoli, n. 1989)
- Mistaman, rapper italiano (Treviso, n. 1976)
- Vacca, rapper italiano (Cagliari, n. 1979)
- Massimo Pericolo, rapper italiano (Gallarate, n. 1992)
- Zampa, rapper italiano (Verona, n. 1979)

## Registi(27)
- Alessandro Angelini, regista italiano (Roma, n. 1971)
- Alessandro Aronadio, regista e sceneggiatore italiano (Roma, n. 1975)
- Alessandro Baccini, regista e attore italiano (Lucca, n. 1985)
- Alessandro Bencivenga, regista e sceneggiatore italiano (Formia, n. 1974)
- Alessandro Blasetti, regista, sceneggiatore e montatore italiano (Roma, n. 1900 - Roma, † 1987)
- Alessandro Brissoni, regista, sceneggiatore e scrittore italiano (Firenze, n. 1913 - Milano, † 1980)
- Alessandro Cane, regista e attore italiano (Riva del Garda, n. 1945 - Roma, † 2010)
- Alessandro Capitani, regista cinematografico, sceneggiatore e regista televisivo italiano (Orbetello, n. 1980)
- Alessandro Capone, regista e sceneggiatore italiano (Roma, n. 1955)
- Alessandro Celli, regista e autore televisivo italiano (Roma, n. 1976)
- Alessandro Colizzi, regista, sceneggiatore e scrittore italiano (Roma, n. 1962)
- Alessandro Comodin, regista, sceneggiatore e montatore italiano (San Vito al Tagliamento, n. 1982)
- Alessandro D'Alatri, regista, sceneggiatore e attore italiano (Roma, n. 1955 - Roma, † 2023)
- Alessandro Genovesi, regista, commediografo e sceneggiatore italiano (Milano, n. 1973)
- Alessandro Grande, regista cinematografico e sceneggiatore italiano (Catanzaro, n. 1983)
- Alessandro Metz, regista e sceneggiatore italiano (Roma, n. 1940)
- Alessandro Orlowski, regista italiano (Parma, n. 1967)
- Alessandro Parrello, regista, sceneggiatore e attore italiano (Roma, n. 1980)
- Alessandro Piva, regista, sceneggiatore e produttore cinematografico italiano (Salerno, n. 1966)
- Alessandro Pondi, regista e sceneggiatore italiano (Ravenna, n. 1972)
- Axel Braun, regista, sceneggiatore e montatore italiano (Milano, n. 1966)
- Alessandro Rossetto, regista, sceneggiatore e produttore cinematografico italiano (Padova, n. 1963)
- Alessandro Rossi, regista italiano (Bologna, n. 1970)
- Alessandro Serena, regista italiano (Livorno, n. 1966)
- Alessandro Valenti, regista e sceneggiatore italiano (Lecce, n. 1973)
- Alessandro Valori, regista, sceneggiatore e produttore cinematografico italiano (Macerata, n. 1965 - Recanati, † 2019)
- Alessandro Di Robilant, regista e sceneggiatore italiano (Pully, n. 1953)

## Registi teatrali(2)
- Alessandro Berdini, regista teatrale italiano (Roma, n. 1951)
- Alessandro Maggi, regista teatrale italiano (Pordenone, n. 1966)

## Religiosi(8)
- Frate Alessandro, religioso e tenore italiano (Perugia, n. 1978)
- Alessandro Diacono, religioso russo (Nerechta, n. 1674 - Nižnij Novgorod, † 1720)
- Alessandro Lazzerini, religioso italiano (Roma, n. 1765 - Roma, † 1836)
- Alessandro Mori, religioso italiano (Redondesco, n. 1840 - Castel Goffredo, † 1914)
- Alessandro Nievo, religioso e giurista italiano (Vicenza, n. 1417 - Vicenza, † 1484)
- Alessandro della Spina, religioso e inventore italiano (Pisa - Pisa, † 1313)
- Alex Zanotelli, religioso, presbitero e missionario italiano (Livo, n. 1938)
- Alessandro di Hales, religioso, filosofo e teologo inglese (Winchcombe - Parigi, † 1245)

## Retori(2)
- Alessandro figlio di Numenio, oratore greco antico
- Alessandro di Efeso, retore e poeta greco antico (Efeso)

## Rugbisti a 15(14)
- Alessandro Bollati, ex rugbista a 15 e allenatore di rugby a 15 italiano (Genova, n. 1964)
- Alessandro Bottacchiari, ex rugbista a 15 italiano (Foligno, n. 1955)
- Alessandro Caranci, ex rugbista a 15 italiano (Roma, n. 1967)
- Alessandro Castagnoli, ex rugbista a 15 italiano (Parma, n. 1988)
- Sandro Ceppolino, ex rugbista a 15 italiano (Villa Ballester, n. 1974)
- Alessandro Fusco, ex rugbista a 15 e allenatore di rugby a 15 italiano (Napoli, n. 1962)
- Alessandro Fusco, rugbista a 15 italiano (Napoli, n. 1999)
- Alessandro Garbisi, rugbista a 15 italiano (Mirano, n. 2002)
- Alessandro Ghini, ex rugbista a 15 e allenatore di rugby a 15 italiano (Parma, n. 1961)
- Alessandro Izekor, rugbista a 15 italiano (Brescia, n. 2000)
- Alessandro Mordacci, rugbista a 15 italiano (Parma, n. 1997)
- Alessandro Moscardi, ex rugbista a 15, dirigente sportivo e architetto italiano (Rovigo, n. 1969)
- Alessandro Troncon, ex rugbista a 15 e allenatore di rugby a 15 italiano (Treviso, n. 1973)
- Alessandro Zanni, ex rugbista a 15 italiano (Udine, n. 1984)

## Santi(2)
- Alessandro di Roma, santo romano (Roma - Roma, † 165)
- Alessandro di Pidna, santo macedone antico (Pidna)

## Sassofonisti(1)
- Alessandro Bertozzi, sassofonista italiano (Busseto, n. 1965)

## Scacchisti(2)
- Alessandro Salvio, scacchista italiano (Bagnoli Irpino - Bagnoli Irpino)
- Alessandro Sanvito, scacchista e scrittore italiano (Milano, n. 1938 - Bresso, † 2020)

## Sceneggiatori(6)
- Alessandro Bencivenni, sceneggiatore e saggista italiano (Salerno, n. 1954)
- Alessandro Camon, sceneggiatore, scrittore e produttore cinematografico italiano (Padova, n. 1963)
- Sandro Continenza, sceneggiatore e autore televisivo italiano (Roma, n. 1920 - Roma, † 1996)
- Alessandro Fabbri, sceneggiatore e scrittore italiano (Ravenna, n. 1978)
- Alessandro Sermoneta, sceneggiatore italiano (Roma, n. 1963)
- Alessandro Sisti, sceneggiatore italiano (Broni, n. 1960)

## Scenografi(2)
- Alessandro Bazzani, scenografo e pittore italiano (Odessa, n. 1846 - Roma, † 1911)
- Alessandro Sanquirico, scenografo, architetto e pittore italiano (Milano, n. 1777 - Milano, † 1849)

## Schermidori(2)
- Alessandro Bossalini, schermidore italiano (Piacenza, n. 1974)
- Alessandro Mirandoli, schermidore italiano (Livorno, n. 1921)

## Sciatori alpini(4)
- Alessandro Berera, ex sciatore alpino italiano (n. 1959)
- Alessandro Fattori, ex sciatore alpino italiano (Parma, n. 1973)
- Alex Giorgi, ex sciatore alpino italiano (Bressanone, n. 1957)
- Alessandro Mariotti, sciatore alpino sammarinese (San Marino, n. 1998)

## Scienziati(1)
- Alessandro Serpieri, scienziato e presbitero italiano (San Giovanni in Marignano, n. 1823 - Fiesole, † 1885)

## Scrittori(40)
- Alessandro Ademollo, scrittore italiano (Firenze, n. 1826 - Firenze, † 1891)
- Alessandro Etolo, scrittore greco antico (Pleurone)
- Alessandro di Mindo, scrittore greco antico (Mindo)
- Alessandro Vellutello, scrittore, poeta e critico letterario italiano (Lucca, n. 1473)
- Alessandro Raveggi, scrittore e saggista italiano (Firenze, n. 1980)
- Alessandro Tommaso Arcudi, scrittore e letterato italiano (San Pietro in Galatina, n. 1655 - Andrano, † 1718)
- Alessandro Bagnato, scrittore, poeta e storico italiano (Tropea, n. 1890 - Vibo Valentia, † 1974)
- Alessandro Banda, scrittore italiano (Bolzano, n. 1963)
- Alessandro Baricco, scrittore, drammaturgo e sceneggiatore italiano (Torino, n. 1958)
- Alessandro Bertante, scrittore e saggista italiano (Alessandria, n. 1969)
- Alessandro Bilotta, scrittore, sceneggiatore e fumettista italiano (Roma, n. 1977)
- Alessandro Bonino, scrittore, editore e blogger italiano (Cuneo, n. 1974)
- Alessandro Bonsanti, scrittore e politico italiano (Firenze, n. 1904 - Firenze, † 1984)
- Alessandro Casolari, scrittore italiano (Ferrara, n. 1966)
- Alessandro Coletti, scrittore e giornalista italiano (Roma, n. 1940 - † 2014)
- Alessandro D'Avenia, scrittore, insegnante e sceneggiatore italiano (Palermo, n. 1977)
- Alessandro De Francesco, scrittore italiano (Busto Arsizio, n. 1969)
- Alessandro De Roma, scrittore italiano (Carbonia, n. 1970)
- Alessandro Del Nero, scrittore e drammaturgo italiano (Roma, n. 1689 - Siena, † 1754)
- Alessandro Forlani, scrittore italiano (Pesaro, n. 1972)
- Alessandro Gatti, scrittore, traduttore e sceneggiatore italiano
- Alessandro Gnocchi, scrittore italiano (Villa d'Adda, n. 1959)
- Alessandro Golinelli, scrittore e regista italiano (Pisa, n. 1963)
- Alessandro Gori, scrittore, poeta e comico italiano (Arezzo, n. 1978)
- Alessandro Hellmann, scrittore italiano (Genova, n. 1971)
- Alessandro Leogrande, scrittore e giornalista italiano (Taranto, n. 1977 - Roma, † 2017)
- Alessandro Macchiavelli, scrittore e storico italiano (Bologna, n. 1693 - Bologna, † 1766)
- Alessandro Manzoni, scrittore, poeta e drammaturgo italiano (Milano, n. 1785 - Milano, † 1873)
- Alessandro Mari, scrittore e traduttore italiano (Busto Arsizio, n. 1980)
- Alessandro Pascoli, scrittore, filosofo e medico italiano (Perugia, n. 1669 - Perugia, † 1757)
- Alessandro Perissinotto, scrittore e traduttore italiano (Torino, n. 1964)
- Alessandro Petruccelli, scrittore italiano (Santi Cosma e Damiano, n. 1936)
- Alessandro Piperno, scrittore e critico letterario italiano (Roma, n. 1972)
- Alessandro Rimassa, scrittore italiano (Milano, n. 1975)
- Alessandro de Ritiis, scrittore italiano (Collebrincioni, n. 1434)
- Alex Rusconi, scrittore italiano (Brescia, n. 1975)
- Alessandro Spina, scrittore siriano (Bengasi, n. 1927 - Rovato, † 2013)
- Alessandro Tamburini, scrittore e sceneggiatore italiano (Rovereto, n. 1954)
- Alessandro Tassoni, scrittore e poeta italiano (Modena, n. 1565 - Modena, † 1635)
- Alessandro Verri, scrittore italiano (Milano, n. 1741 - Roma, † 1816)

## Scultori(18)
- Alessandro da Caravaggio, scultore italiano (Caravaggio)
- Alessandro di Antiochia, scultore greco antico (Antiochia sul Meandro)
- Alessandro Algardi, scultore italiano (Bologna, n. 1598 - Roma, † 1654)
- Simon Benetton, scultore, pittore e poeta italiano (Treviso, n. 1933 - Treviso, † 2016)
- Alessandro Calegari, scultore italiano (Brescia, n. 1699 - Brescia, † 1765)
- Alessandro Casella, scultore e stuccatore svizzero (Carona, n. 1596 - † 1657)
- Alessandro D'Este, scultore italiano (Roma, n. 1783 - Roma, † 1826)
- Alessandro Franceschi, scultore italiano (Montasico, n. 1789 - Bologna, † 1834)
- Alessandro Lazzerini, scultore italiano (Carrara, n. 1860 - Carrara, † 1942)
- Alessandro Leopardi, scultore italiano (Venezia - Venezia)
- Alessandro Marzaroli, scultore italiano (Parma, n. 1868 - Parma, † 1951)
- Alessandro Montonese, scultore italiano
- Alessandro Nani, scultore italiano (Mantova - Mantova)
- Alessandro Puttinati, scultore italiano (Verona, n. 1801 - Milano, † 1872)
- Alessandro Romano, scultore e pittore italiano (Roma, n. 1944)
- Alessandro Tagliolini, scultore italiano (Roma, n. 1931 - Pietrasanta, † 2000)
- Alessandro Verdi, scultore, disegnatore e medaglista italiano (San Pellegrino Terme, n. 1947)
- Alessandro Vittoria, scultore italiano (Trento, n. 1525 - Venezia, † 1608)

## Siepisti(1)
- Alessandro Lambruschini, ex siepista italiano (Fucecchio, n. 1965)

## Sindacalisti(2)
- Alessandro Buttè, sindacalista e politico italiano (Milano, n. 1903 - † 1976)
- Alessandro Nanni, sindacalista, politico e pittore italiano (Tempio Pausania, n. 1890 - Olbia, † 1964)

## Skater(1)
- Alessandro Mazzara, skater italiano (Erice, n. 2004)

## Skeletonisti(1)
- Alessandro Del Torso, skeletonista e dirigente sportivo italiano (Udine, n. 1883 - Udine, † 1967)

## Snowboarder(1)
- Alessandro Hämmerle, snowboarder austriaco (Frauenfeld, n. 1993)

## Sociologi(2)
- Alessandro Dal Lago, sociologo italiano (Roma, n. 1947 - Trapani, † 2022)
- Alessandro Pizzorno, sociologo e filosofo italiano (Trieste, n. 1924 - Firenze, † 2019)

## Sollevatori(1)
- Alessandro Mossoni, sollevatore italiano (Nuoro, n. 1982)

## Sovrani(27)
- Alessandro II di Macedonia, sovrano macedone antico († 368 a.C.)
- Alessandro I, sovrano (Pandosia)
- Alessandro di Fere, sovrano († 358 a.C.)
- Alessandro I Bala, sovrano (Smirne - † 145 a.C.)
- Alessandro II Zabina, sovrano (vicino Antiochia di Siria, † 123 a.C.)
- Alessandro Elio, sovrano egizio (n. 40 a.C.)
- Alessandro I di Macedonia, sovrano macedone antico († 454 a.C.)
- Alessandro V di Macedonia, sovrano macedone antico (Larissa, † 294 a.C.)
- Alessandro II, sovrano greco antico (Epiro - † 242 a.C.)
- Alessandro II di Imerezia, sovrano georgiano († 1510)
- Alessandro I di Jugoslavia, sovrano (Cettigne, n. 1888 - Marsiglia, † 1934)
- Alessandro I di Bulgaria, sovrano (Verona, n. 1857 - Graz, † 1893)
- Alessandro I di Serbia, sovrano (Belgrado, n. 1876 - Belgrado, † 1903)
- Alessandro di Grecia, sovrano greco (Tatoi, n. 1893 - Atene, † 1920)
- Alessandro I di Russia, sovrano russo (San Pietroburgo, n. 1777 - Taganrog, † 1825)
- Alessandro II di Russia, sovrano russo (Mosca, n. 1818 - San Pietroburgo, † 1881)
- Alessandro III di Russia, sovrano russo (San Pietroburgo, n. 1845 - Livadija, † 1894)
- Alessandro IV di Macedonia, sovrano macedone antico (n. 323 a.C. - † 311 a.C.)
- Alessandro I di Georgia, sovrano (n. 1386 - † 1446)
- Alessandro II di Cachezia, re (Tbilisi, n. 1527 - Zagem, † 1605)
- Alessandro I di Cachezia, re (Tbilisi, n. 1445 - Tbilisi, † 1511)
- Alessandro Ianneo, sovrano e sacerdote ebreo antico
- Alessandro IV d'Imerezia, re (Kutaisi - Ruisi, † 1695)
- Alessandro V d'Imerezia, re (Kutaisi, n. 1703 - Kutaisi, † 1752)
- Alessandro III d'Imerezia, re (Kutaisi, n. 1609 - Kutaisi, † 1660)
- Alessandro Jagellone, sovrano (Cracovia, n. 1461 - Vilnius, † 1506)
- Alessandro de' Medici, sovrano italiano (Firenze, n. 1510 - Firenze, † 1537)

## Stilisti(2)
- Alessandro Dell'Acqua, stilista italiano (Napoli, n. 1962)
- Alessandro Michele, stilista italiano (Roma, n. 1972)

## Storici(15)
- Alessandro Barbero, storico e scrittore italiano (Torino, n. 1959)
- Alessandro Canezza, storico e medico italiano (Roma, n. 1882 - Roma, † 1945)
- Alessandro Chiappelli, storico, filosofo e politico italiano (Pistoia, n. 1857 - Firenze, † 1931)
- Alessandro Duce, storico e politico italiano (Parma, n. 1941)
- Alessandro Fontana, storico italiano (n. 1939 - † 2013)
- Alessandro Galante Garrone, storico, scrittore e magistrato italiano (Vercelli, n. 1909 - Torino, † 2003)
- Alessandro Guagnini, storico e militare italiano (Verona, n. 1534 - Cracovia, † 1614)
- Alessandro Lisini, storico, politico e numismatico italiano (Siena, n. 1851 - Castelnuovo Berardenga, † 1945)
- Alessandro Massignani, storico italiano (Valdagno, n. 1953)
- Alessandro Roveri, storico italiano (Cattolica, n. 1929 - Ferrara, † 2020)
- Alessandro Triulzi, storico e africanista italiano (Roma, n. 1941)
- Alessandro Vanoli, storico e scrittore italiano (Bologna, n. 1969)
- Alessandro Viglio, storico italiano (Ceretto Lomellina, n. 1881 - Novara, † 1944)
- Alessandro Volpi, storico e politico italiano (Massa, n. 1963)
- Alessandro Zilioli, storiografo, letterato e poeta italiano (Venezia, n. 1596 - Venezia, † 1645)

## Storici dell'arte(5)
- Alessandro Baudi di Vesme, storico dell'arte italiano (Torino, n. 1854 - Torino, † 1923)
- Alessandro Castiglioni, storico dell'arte italiano (Gallarate, n. 1984)
- Alessandro Conti, storico dell'arte italiano (Firenze, n. 1946 - Siena, † 1994)
- Alessandro Masi, storico dell'arte italiana (Marino, n. 1960)
- Alessandro Nova, storico dell'arte italiano (Milano, n. 1954)

## Storici della filosofia(1)
- Alessandro Biral, storico della filosofia italiano (n. 1942 - † 1996)

## Storici della letteratura(1)
- Alessandro D'Ancona, storico della letteratura, filologo e giornalista italiano (Pisa, n. 1835 - Firenze, † 1914)

## Tastieristi(3)
- Alessandro Centofanti, tastierista e pianista italiano (Sulmona, n. 1952 - Roma, † 2014)
- Alessandro Scaglione, tastierista, arrangiatore e direttore d'orchestra italiano (Milano, n. 1986)
- Alessandro Staropoli, tastierista italiano (Trieste, n. 1970)

## Tennistavolisti(1)
- Alessandro Arcigli, ex tennistavolista e dirigente sportivo italiano (Messina)

## Tennisti(3)
- Alessandro De Minicis, ex tennista italiano (Cagliari, n. 1963)
- Alessandro Giannessi, ex tennista italiano (La Spezia, n. 1990)
- Alessandro Motti, tennista e allenatore di tennis italiano (Correggio, n. 1979)

## Tenori(5)
- Alessandro Bettini, tenore italiano (Trecate, n. 1821 - Roma, † 1898)
- Alessandro Bonci, tenore italiano (Cesena, n. 1870 - Viserba di Rimini, † 1940)
- Alessandro Virginio Dolci, tenore italiano (Bergamo, n. 1890 - Bergamo, † 1954)
- Alessandro Fantini, tenore italiano (Roma, n. 1967)
- Alessandro Safina, tenore e cantante italiano (Siena, n. 1963)

## Teologi(4)
- Alessandro da Sant'Elpidio, teologo, scrittore e vescovo cattolico italiano (Sant'Elpidio, n. 1269 - Avignone, † 1328)
- Alessandro Bonino, teologo e religioso italiano (Alessandria, n. 1268 - Roma, † 1314)
- Alessandro Di Meo, teologo e storico italiano (Volturara Irpina, n. 1726 - Nola, † 1786)
- Alessandro Luzzago, teologo, filosofo e educatore italiano (Brescia, n. 1551 - Brescia, † 1602)

## Teorici della musica(1)
- Alessandro Barca, teorico della musica e chimico italiano (Bergamo, n. 1741 - Bergamo, † 1814)

## Terroristi(1)
- Alessandro Alibrandi, terrorista italiano (Roma, n. 1960 - Roma, † 1981)

## Tiratori a volo(1)
- Alessandro Ciceri, tiratore a volo e imprenditore italiano (Erba, n. 1932 - Monza, † 1990)

## Traduttori(1)
- Alessandro Serpieri, traduttore e anglista italiano (Molfetta, n. 1935 - Firenze, † 2017)

## Triatleti(3)
- Alessandro Bottoni, triatleta italiano (Roma, n. 1972)
- Alessandro Degasperi, triatleta italiano (Trento, n. 1980)
- Alessandro Fabian, triatleta italiano (Padova, n. 1988)

## Truccatori(1)
- Alessandro Bertolazzi, truccatore italiano (Vercelli, n. 1958)

## Tuffatori(2)
- Alessandro De Botton, ex tuffatore italiano (Roma, n. 1970)
- Alessandro De Rose, tuffatore italiano (Cosenza, n. 1992)

## Umanisti(4)
- Alessandro d'Alessandro, umanista e giurista italiano (Napoli, n. 1461 - Roma, † 1523)
- Alessandro Braccesi, umanista e diplomatico italiano (Firenze, n. 1445 - Roma, † 1503)
- Alessandro Cortese, umanista italiano (San Gimignano, n. 1460 - Roma, † 1490)
- Alessandro Hegio, umanista tedesco (Heek - † 1498)

## Velocisti(3)
- Alessandro Aimar, ex velocista italiano (Milano, n. 1967)
- Alessandro Attene, ex velocista italiano (Recanati, n. 1977)
- Alessandro Cavallaro, ex velocista italiano (Paternò, n. 1980)

## Vescovi(4)
- Alessandro di Alessandria, vescovo e santo greco antico (Egitto, n. 250 - Alessandria d'Egitto, † 328)
- Alessandro di Gerusalemme, vescovo e santo romano (Cappadocia - Cesarea marittima)
- Alessandro di Comana, vescovo greco antico († 270)
- Alessandro Vincioli, vescovo italiano (Perugia - † 1363)

## Vescovi cattolici(29)
- Alessandro di Forlì, vescovo cattolico italiano
- Alessandro di Lincoln, vescovo cattolico inglese († 1148)
- Alessandro Andreasi, vescovo cattolico italiano (Mantova, n. 1539 - Mantova, † 1593)
- Alessandro Arrigoni, vescovo cattolico italiano (Mantova, n. 1674 - Quingentole, † 1718)
- Alessandro Berrettini, vescovo cattolico italiano (L'Aquila, n. 1765 - Teramo, † 1849)
- Alessandro Borghi, vescovo cattolico italiano (Modigliana, n. 1559 - Roma, † 1613)
- Alessandro Burgos, vescovo cattolico italiano (Messina, n. 1666 - Catania, † 1726)
- Alessandro Maria Calefati, vescovo cattolico, archeologo e storico italiano (Bari, n. 1726 - Oria, † 1793)
- Alessandro Casale, vescovo cattolico italiano (Bologna - Vigevano, † 1582)
- Alessandro Filarete, vescovo cattolico italiano (Lucoli - † 1608)
- Alessandro Filonardi, vescovo cattolico italiano (Bauco, n. 1578 - Aquino, † 1645)
- Alessandro Franceschi, vescovo cattolico italiano (Roma, n. 1543 - Roma, † 1601)
- Alessandro Fregoso, vescovo cattolico e condottiero italiano (Genova - Roma)
- Alessandro Geraldini, vescovo cattolico e umanista italiano (Amelia, n. 1455 - Santo Domingo, † 1524)
- Alessandro Guasco, vescovo cattolico italiano (Bergoglio - Forlì, † 1517)
- Alessandro Leparulo, vescovo cattolico italiano (Massa Lubrense - † 1644)
- Alessandro Maggiolini, vescovo cattolico e teologo italiano (Bareggio, n. 1931 - Como, † 2008)
- Alessandro Novello, vescovo cattolico italiano (Treviso - Portogruaro, † 1320)
- Alessandro Maria Pagani, vescovo cattolico italiano (Cremona, n. 1755 - Lodi, † 1835)
- Alessandro Sigismondo di Palatinato-Neuburg, vescovo cattolico tedesco (Neuburg an der Donau, n. 1663 - Augusta, † 1737)
- Alessandro Piazza, vescovo cattolico e biblista italiano (Genova, n. 1915 - Albenga, † 1995)
- Alessandro Rangoni, vescovo cattolico italiano (Modena, n. 1578 - Modena, † 1640)
- Alessandro Carmelo Ruffinoni, vescovo cattolico italiano (Piazza Brembana, n. 1943)
- Alessandro Sauli, vescovo cattolico, religioso e teologo italiano (Milano, n. 1534 - Calosso, † 1592)
- Alessandro Scappi, vescovo cattolico italiano (Bologna - † 1650)
- Alessandro Sergardi, vescovo cattolico italiano (n. 1596 - † 1649)
- Alessandro Staccioli, vescovo cattolico e missionario italiano (Trieste, n. 1931)
- Alessandro Strozzi, vescovo cattolico italiano (Firenze, n. 1516 - Firenze, † 1568)
- Alessandro Vittrici, vescovo cattolico, collezionista d'arte e funzionario italiano (Roma, n. 1595 - Roma, † 1650)

## Viaggiatori(1)
- Alessandro Magno, viaggiatore italiano (Venezia, n. 1538 - Venezia, † 1576)

## Violinisti(2)
- Alessandro Rolla, violinista, violista e compositore italiano (Pavia, n. 1757 - Milano, † 1841)
- Alessandro Toeschi, violinista italiano (Roma, n. 1700 - Mannheim, † 1758)

## Wrestler(1)
- Alessandro Corleone, wrestler italiano (Palermo, n. 1985)

## Youtuber(1)
- Alessandro Masala, youtuber, blogger e opinionista italiano (Cagliari, n. 1984)

## Zoologi(1)
- Alessandro Ghigi, zoologo, naturalista e ambientalista italiano (Bologna, n. 1875 - Bologna, † 1970)

## Senza attività specificata(18)
- Alessandro III, siriano (Damasco, n. 1869 - † 1958)
- Alessandro del Montenegro (n. 1585 - Cattaro, † 1648)
- Alessandro Borgia, italiano (Velletri, n. 1783 - Roma, † 1872)
- Alessandro Butti, grafico e disegnatore italiano (Torino, n. 1893 - † 1959)
- Alexander Callimachi, ottomano (Costantinopoli, n. 1737 - Bolu, † 1821)
- Alessandro Casse, sciatore di velocità italiano (Oulx, n. 1946 - Bergamo, † 2021)
- Alessandro Conforto, ex pentatleta italiano (Roma, n. 1965)
- Alessandro Foglietta, ex politico italiano (Supino, n. 1953)
- Alessandro Gambalunga, italiano (Rimini - † 1619)
- Alessandro Malladra, vulcanologo italiano (Torino, n. 1865 - Ferrara, † 1944)
- Alessandro Manuelli, vigile del fuoco italiano (Roma, n. 1964 - Roma, † 2001)
- Alessandro Moreschi, cantante castrato italiano (Monte Compatri, n. 1858 - Roma, † 1922)
- Alessandro Palmerini, tecnico del suono italiano (L'Aquila, n. 1977)
- Alessandro Pratesi, diplomatista, paleografo e storico italiano (Sulmona, n. 1922 - Roma, † 2012)
- Alessandro Rolla, tecnico del suono italiano (Recco, n. 1970)
- Alessandro Scottà, ex sciatore freestyle italiano (Vittorio Veneto, n. 1969)
- Alessandro Tessari, ex politico italiano (Rimini, n. 1942)
- Alessandro Zanon, tecnico del suono italiano (Roma, n. 1949)